# 레콩키스타
레콩키스타, 또는 레콘키스타(스페인어: Reconquèsta 레콩키스타[*] 포르투갈어: Reconquista 헤콩키스타[*])는 '재정복'을 뜻하는 스페인어로, 약 7세기 반에 걸쳐서 이베리아 반도에서 기독교 왕국들이 이슬람 세력을 축출하고 영토를 회복한 일련의 과정을 의미하는 용어이다. 코바동가 전투에서 고트족 군대가 승리한 718년(또는 722년)을 보통 시작으로 여기며, 카스티야의 이사벨 여왕과 아라곤의 페르난도 2세의 에스파냐 연합왕국이 마지막 남은 이슬람 세력인 그라나다를 정복한 1492년을 마지막으로 본다.
이 기간 동안 기독교와 이슬람 양측은 여러 차례의 전투를 치루면서 승패를 주고받았으며 이에 따라 그들의 국경 역시 항상 변화해왔다. 10세기 후반 코르도바 토후국의 와지르인 알 만수르는 북부의 기독교 왕국들에 맞서 30년 동안 성공적인 군사 원정을 이끌었다. 알 만수르 사후인 11세기 초에 코르도바 토후국이 해체되고 타이파라고 불리는 군소 제후국들이 생겨나자, 기독교 왕국들은 이를 틈타 알안달루스로 깊숙히 쳐들어가 이슬람 세력들 간에 내분을 조장하고, '보호'와 '지원'을 대가로 공물(파리아스)를 바치도록 만듦으로써 결과적으로 이베리아 반도의 대부분을 탈환했다.
12세기에 들어서 양측 간의 세력 균형은 더욱 팽팽한 양상을 보였는데, 특히 이 시기에 포르투갈 및 레온-카스티야, 아라곤과 같은 여러 기독교 왕국들이 등장하면서 더욱 그랬다. 그들은 레콩키스타를 '고토 수복'뿐만 아니라 자국의 발전을 위한 정치적인 행동으로써 여겼으며, 이를 위해 지방 영주들을 휘하에 복속시키는 한편 재정착한 인구들로부터 지지를 받으려 노력했다. 한편 분열되어 있던 이베리아 반도의 타이파들은 모로코 일대에서 발흥한 무라비트 왕조 및 무와히드 칼리파조의 강력한 지도 아래 통일되어 다시금 기독교 세력과 맞섰다.
1212년, 라스 나바스 데 톨로사 전투에서의 승리를 통해 기독교 왕국들은 결정적으로 승기를 잡았으며 이후 1236년의 코르도바 공방전과 1248년의 세비야 공방전을 거치면서 최남단의 그라나다를 제외한 이베리아 반도 거의 전역을 탈환했다. 1491년 1월 그라나다가 항복하면서 마침내 레콩키스타가 완료되었고, 이베리아 반도 전역은 비로소 기독교 왕국의 지배를 받게 되었다. 1492년 7월 30일 알함브라 칙령을 통해 카스티야와 아라곤의 유대인 20만 명이 추방당한 것을 시작으로, 1499년부터 1609년까지 이베리아 반도 전역의 무슬림들이 강제로 개종하거나 추방되었다. 학자들에 따르면 1492~1610년 사이에 대략 3백만 명 이상의 무슬림들이 이베리아 반도에서 떠났다고 추정된다.
19세기까지, 전통적인 역사학자들은 이슬람에 의해 정복됐었던 옛 서고트 왕국 영토에 대한 수복의 개념으로서만 레콩키스타라는 용어를 사용했었으나 19세기의 후반기 동안 스페인 역사학계에서 주목된 레콩키스타의 개념은 스페인 민족주의 및 낭만주의적인 측면이 강조된 것이었으며 이전의 그것보다는 더 스페인 민족 정체성의 발전과 밀접한 관련이 있었다. 이슬람 제노포비아적인 관점에서 이 개념은 오늘날 21세기 유럽의 극우들에게 매우 의미있는 사건이다.

## 개념 및 기간
중세의 이베리아 반도에서 기독교와 이슬람 사이의 투쟁을 묘사하기 위해서 '레콩키스타'라는 용어가 쓰여지기 시작한 것은 그리 오래되지 않았다. 사실 이 용어는 당대의 사가들에 의해서 사용된 것도 아니며, 중세 스페인의 역사적인 사건을 지칭하는 목적으로서는 그것이 막을 내린 지 몇 세기 이후에 만들어진 것이기 때문에, '레콩키스타'는 오늘날에 와서는 꽤 다양한 의미를 가지고 있게 되었다. 즉, 실제적인 의미가 어떻건 간에 현재 우리가 알고 있는 것이 실제로는 종교간의 갈등을 무기로 쓰려는 학자들의 의도, 종교적인 편견, 그리고 타민족적에 대한 우려가 섞여 있을 수도 있다는 것이다.
이베리아 반도에서 '기독교 세력의 재정복'이라는 의미의 레콩키스타를 구성하는 실지회복주의적 이념은 대략 9세기 말부터 저술에 등장하기 시작한다. 일례로 작자미상의 한 기독교 연대기 「크로니카 프로페티카」(883~884)는 711년에 이슬람에 의해 정복된 서고트 왕국과 그들 아스투리아스 왕국 사이의 역사적인 연관성을 주장하면서, 히스파니아의 기독교와 이슬람의 문화적·종교적 분열을 강조하는 한편으로 이들을 몰아내고 점령당한 영토를 회복할 필요가 있다고 역설하고 있다. 실제로 북부 기독교 왕국의 주민들과 남부 이슬람 치하의 엘리트층 사이에는 민족성과 문화를 바탕으로 한 이질성과 분열감이 존재했을지도 모른다.

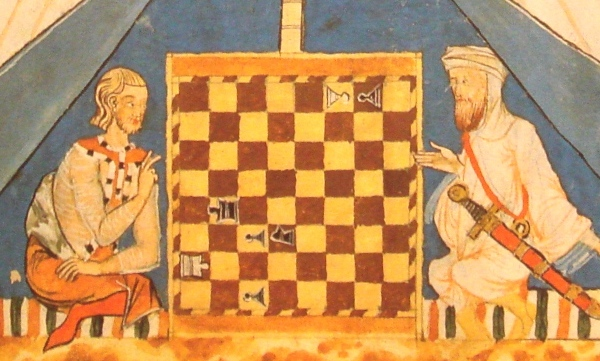
레콘키스타의 기존 의미와 완전히 반대되는 주장은 781년에 달하는 이슬람 지배기의 대부분 동안 무슬림들과 기독교도들이 서로 공존하며 평화롭게 지냈다는 것이다.

20세기 초의 역사학은 레콩키스타의 기원에 대해 보다 선형적인 방식으로 접근하려 시도했는데, 이는 여러 가지 문제가 나타나면서 더욱 복잡해졌다. 학자들은 레콩키스타 후반기로 갈수록 (몇몇 대전투들을 제외하고는) 두 세력이 평화롭게 공존했거나, 아니면 적어도 국경에서 제한적이고 국지적인 교전들만이 더 자주 일어났다는 것을 알아챘다. 심지어 기독교와 이슬람 군주들은 같은 기독교도 및 무슬림들과도 싸웠으며, 9세기 초의 아리스타 왕조와 바누 카시와 같이 서로 협력하면서 동맹을 맺은 경우도 존재했다. 서로 양측에 고용된 용병들은 종교를 가리지 않고 더 많은 보수를 주는 세력에서 싸웠다. 한편 이들은 자국의 지배력을 공고히 하기 위해 어느정도는 종교적인 관용이나 공존을 베풀었던 것으로 추정된다. 오늘날 현대의 역사학자들은 새로운 레콩키스타의 개념을 밝혀내고자 이에 도전하고 있다.
11세기 후반에 시작된 십자군은 스페인의 기독교 군주들에게 종교적인 대의와 함께 고토 수복 전쟁의 기세를 더욱 고조시키는 결과를 가져다 주었으며, 그 과정에서 레콩키스타는 가톨릭 왕국들이 하나의 초월적이고 역사적인 사명이자 성전으로 인식하는 이데올로기로써 구체화되기 시작했다. 한편 무라비트 왕조와 무와히드 칼리파조 역시 기독교 국가들에 맞서 지하드를 선포하고 그들의 종교였던 이슬람의 이념을 확고히 지지했다. 서로에 대한 적대적인 종교 선전 기록들이 대거 등장하기 시작한 것도 이 무렵인데, 특히 11세기에 프랑스에서 만들어진  《롤랑의 노래(La Chanson de Roland)》는 이베리아의 사라센(무어)과 카롤루스 대제가 이끄는 프랑크군이 맞서 싸운 론세스바예스 전투에 대해 허구적으로 꾸며내거나, 실제 사실을 과장해서 재해석하고 있다는 점에서 이를 잘 보여준다. 그리고 수세기가 지난 1870년 프랑스 제2제국이 프로이센-프랑스 전쟁(보불전쟁)에서 패배하자, 이러한 개념은 국민들에게 도덕적, 국가적 가치를 심어주기 위한 목적으로써 프랑스 학제에 도입되었다.

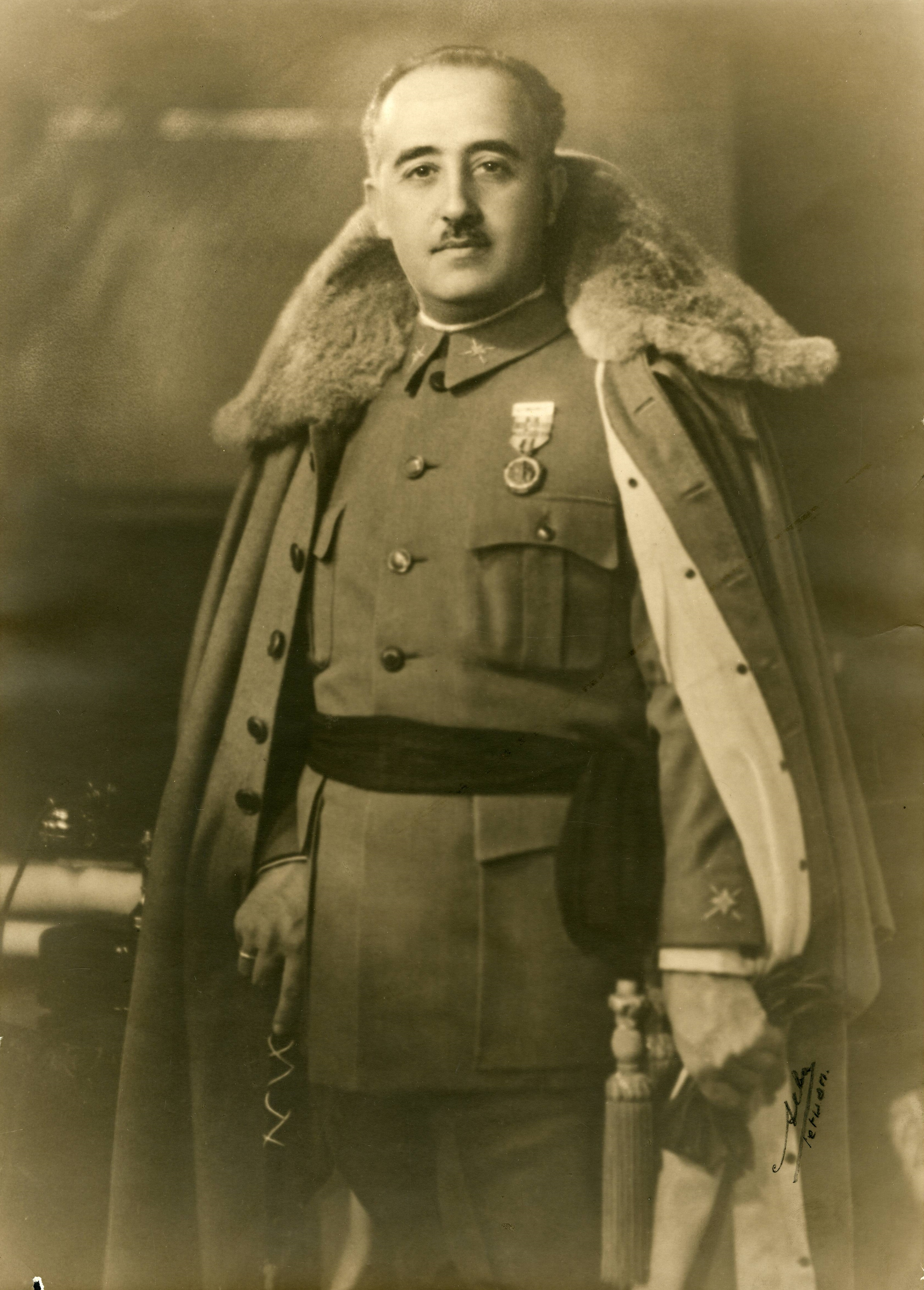
프란시스코 프랑코

레콩키스타의 현대적 개념으로서의 통합은 19세기 스페인 민족주의의 성장과 뗄레야 뗄수 없는 불가분의 관계에 있었으며 이것은 민족주의적, 낭만주의적, 때로는 식민주의적인 성격을 띠고 있었다. 또한 이러한 움직임은 중앙집권적이고, 카스티야적이며 확고한 스페인 기독교(로마 카톨릭)을 기반으로 하여 일어났는데, 특히 프란시스코 프랑코가 집권한 20세기의 스페인에서 더욱 발전했고, 최종적으로는 국가 가톨릭 주의에 대한 역사적 근거이자 정권의 이념적인 정체성으로서 그들의 핵심 교리 중 하나가 되었다. 이는 가장 고전적인 개념에 근거하자면 이베리아 반도에서 이슬람 세력이 있었다는 것 자체를 '불편'하게 여길 뿐만 아니라, 기독교 왕국들의 재정복 과정에 대해 이를 미화하려는 측면에서 이루어졌다고 할 수 있다.
스페인 내전 당시 국민파는 지역 민족주의/분리주의와 공산주의로 위협받고 있었던 조국 스페인의 기치를 지키고자 했는데, 여기서 무슬림들을 상대로 한 '해방 전쟁'이라는 레콩키스타의 개념은 그들의 주장을 뒷받침하기에 딱 맞았다. 프랑코는 레콩키스타 시기의 유명한 장군들인 펠라기우스와 엘 시드를 내세우면서 국민파가 분열된 교회와 국가를 통합하기 위한 '십자군'이라 선전하였으며, '공산주의에 대한 레콩키스타', '독립을 꿈꾸는 카탈루냐 지역에 대한 레콩키스타'라 칭했고, 이를 위해 심지어는 스스로를 '레콩키스타도르', 즉 재정복자라고 부르기도 하였다. 이러한 연유로 인해 2018년 당시 레콩키스타는 스페인의 우파~극우 정당들이 자신들과 대립하는 진보주의 및 지역 민족주의 세력들을 추방해야 한다고 주장하는 근거가 되었다.
아이러니하게도 국민파와 맞서 싸웠던 공화파 또한 국민파 중에 북아프리카 출신(대부분 모로코)의 사람들로 이루어진 아프리카 군단이 있다는 것에 착안하여, 국민파가 '외부로부터 온 적'이라면서 레콩키스타를 사용하여 적극적으로 선전했다.
일부 현대 작가들은, 이베리아의 기독교 국가 건설 과정이 과거 무어인들에게 빼앗긴 영토를 수세기에 걸쳐 탈환함으로써 이루어졌다고 정의하는 레콩키스타의 개념에 동의한다. 이러한 방식으로 본다면, '스페인'이라는 나라의 건국은 이베리아의 기독교 왕국들이 "재정복"하는 과정에서 적어도 이념적인 측면으로서는 특징 지어질 수도 있을 것이다. 하지만 최근의 다른 역사가들은 레콩키스타의 개념 전체에 대해 이의를 제기하면서, 후대의 정치적 목표를 위해 사용되었다는 점에서 '후대성'을 만들어낸 개념이라 평했다. 심지어 몇몇 이들은 스페인과 포르투갈이 레콩키스타 이전에는 국가로서 존재하지 않았고, 따라서 이슬람이 기술적으로 그들을 '정복하지 않았다'는 주장을 하기도 했다. 호세 오르테가 이 가세트(José Ortega y Gasset)는 8세기 동안 이어져 내려온, '재정복'이라는 개념으로서의 레콩키스타에 대해 의문을 제기한 최초의 스페인 지식인들 중 한명이었다. 비록 수많은 궁금증이 남아있기는 하지만, 레콩키스타라는 용어는 오늘날에 와서는 널리 사용되고 있다.

## 역사

### 배경

#### 우마이야 왕조의 이베리아 정복

750년 무렵의 이베리아반도.
연두색 지역은 우마이야 칼리파국의 영토이다.

이슬람의 도래 이전까지, 이베리아 반도(히스파니아)는 로마 가톨릭교회로 개종한 서고트인들이 세운 서고트 왕국의 지배를 받았다. 서고트 왕국은 5~6세기에 수에비, 동로마 등을 제치고 이베리아의 패권을 확고히 장악하면서 전성기를 누렸으나, 7세기 들어 잦은 내전과 외부와의 전쟁 등으로 국력이 크게 쇠약해졌다.
711년, 우마이야 장군 타리크 이븐 지야드가 서고트인의 구원 요청을 빌미로 아랍-베르베르 혼성으로 구성된 무어 군대를 이끌고 지브롤터 해협을 건너 이베리아 반도에 진입하였다. 당시 서고트 왕국은 왕위 계승권을 두고 일어난 내분이 끝난 지 얼마 되지 않은 참이었고, 기병이 부족했으며, 결정적으로 이슬람 군대의 상륙을 막을 해군 전력이 전무한 상태였다. 결국 과달레테 전투에서 로데리크 왕이 이끄는 서고트 군대는 이슬람 군대에게 궤멸당했다.
로데리크가 패배한 후, 이프리키야의 우마이야 총독인 무사 이븐 누사이르는 타리크 이븐 지야드와 합류하여 히스파니아 대부분의 요새와 마을들에 대한 공격을 진행했다. 특히 712년에는 메리다, 코르도바, 사라고사와 같은 주요 거점들이 이슬람 군대에게 속수무책으로 함락당했다. 이로써 피레네산맥 이남의 이베리아반도 전체가 이슬람의 지배 아래 들어갔으며 무슬림들은 코르도바를 수도로 삼고 토후국을 세워 이베리아를 통치하였다.
이베리아 전역을 정복한 이슬람 군대는 그뒤 피레네산맥을 넘어 오늘날의 투르까지 진격하였으나 프랑크 왕국의 카롤루스 마르텔에게 패배하면서 기세가 둔화되었다. 이후로도 갈리아를 정복하려는 시도가 몇번인가 있었지만 모두 실패로 돌아갔으며, 그 사이 이베리아 반도에서는 이슬람에 반대하는 움직임이 일어나기 시작했다.

#### 이슬람의 약화
우마이야 왕조의 정복이 완료된 뒤, 첫 아미르가 된 알 왈리드 1세 이래로 이슬람의 이베리아 통치는 꽤 오랫동안 안정적으로 지속되었다.
그러나 우마이야인들은 기독교도들에게 불완전한 종교의 자유를 보장했다. 성당들을 파괴하거나 모스크로 개조하여 주민들이 미사를 하기 힘들게 했고, 이슬람으로 개종했는데도 종교세(지즈야)를 납부하라고 강요하거나, 이에 반대하는 몇몇 사람들을 처형하고 그 직위와 재산을 몰수하는 등의 박해를 가한 것이다. 또한 우마이야 왕조는 타민족보다 아랍인을 더욱 우대하는 차별 정책을 취했는데 이는 내부에 여러 불만세력을 키우는 원인이 되었다. 특히 이슬람 제국의 북아프리카~이베리아 정복에 큰 역할을 했던 베르베르인들은 이에 크게 반발했다. 그들은 같은 무슬림이었음에도 불구하고 아랍인들로부터 야만인이라면서 무시를 받았으며, 아랍인 대신 기독교와의 전쟁에 나가 피를 흘려야 했고, 그러면서도 보상은 아랍인에 비해 적었다. 심지어 종교세도 강요받아야 했다. 자연스럽게 이들 사이에는 갈등이 생겼는데, 이는 훗날 이베리아 반도 내의 이슬람뿐만 아니라 우마이야 왕조 전역에서 아랍인들의 차별에 반대하는 타민족들의 봉기가 일어나게 되는 계기가 되었다.

### 초반부

#### 코바동가 전투

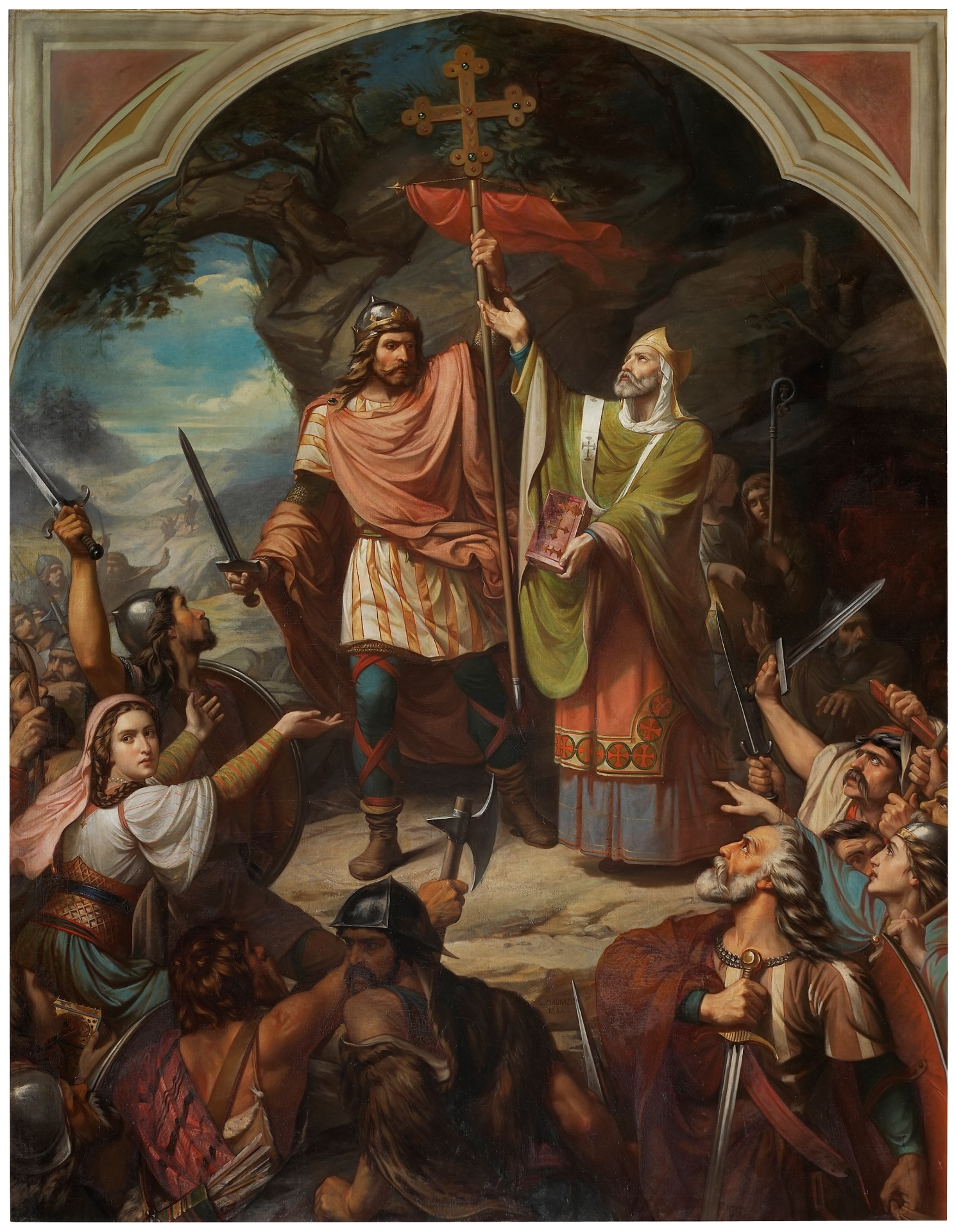
《코바동가의 돈 펠라요 국왕》, 루이스 데 마드라조, 1855년작.

718년, 서고트 왕국의 장군이자 궁정 관료였던 펠라요가 이슬람 지방 영주인 무누자에게 반기를 들었다. 그는 아스투리아스 지역의 피난민들을 받아들여 아스투리아스 왕국을 건국했는데, 곧 아스투리아스는 이슬람의 팽창에 대응하는 이베리아 기독교 최후의 요새가 되었다. 비슷한 시기에 새롭게 이베리아의 총독으로 부임한 안바사 이븐 수하임 알칼비가 지즈야의 액수를 2배로 인상시키면서 전국에서 반란이 끊이질 않자, 펠라요는 이에 호응하여 험준한 산악 지대에서 유격전을 전개하여 이슬람 군대를 몇차례 패배시켰다.
처음 몇년 동안 이슬람 세력은 이 지역의 소규모 저항을 대수롭지 않게 여겼다. 그런데 721년 7월 9일 피레네 강을 건너 프랑크 왕국을 침공한 이슬람군이 툴루즈에서 아키텐 영주 오도에게 패배한 사건이 벌어졌다(툴루즈 전투). 이는 남서부 유럽에서 이슬람의 첫번째 패배였으며 앞으로의 정복에 큰 걸림돌이 될 것이 자명해보였다. 이에 원정군을 이끈 알칼비는 군대의 사기를 올리는 차원에서 아스투리아스에서 일어난 반란을 진압하기로 결정했다.
722년 여름, 우마이야 군지휘관 알 카마 및 무누자가 진압군을 이끌고 아스투리아스 산맥으로 출동했다. 병력 규모가 얼마나 되는 지는 기록이 미비해 알 수 없지만, 아마도 천 명 이상이었을 것으로 보인다. 펠라요와 그의 소규모 부대는 깊은 산속으로 후퇴하다가 코바동가 마을 인근의 좁은 계곡에 은신했다. 그곳은 길이 무척 좁고 지형이 험준해서, 이슬람군이 수적 우위를 활용하여 공격하는 것이 불가능했다. 펠라요는 이곳에 병사들을 매복시키고 적이 오기를 기다렸다.
이윽고 이슬람군이 협곡에 들어서자, 협곡 양쪽에 숨어 있던 펠라요의 전사들이 화살을 퍼부어 적에게 큰 피해를 입혔다. 이슬람군은 급히 퇴각했지만, 곧이어 들이닥친 고트족 군대에 의해 거진 궤멸되었다. 지휘관 알 카마 본인은 퇴각하던 중 화살에 맞아 전사했다.

#### 베르베르 대항거

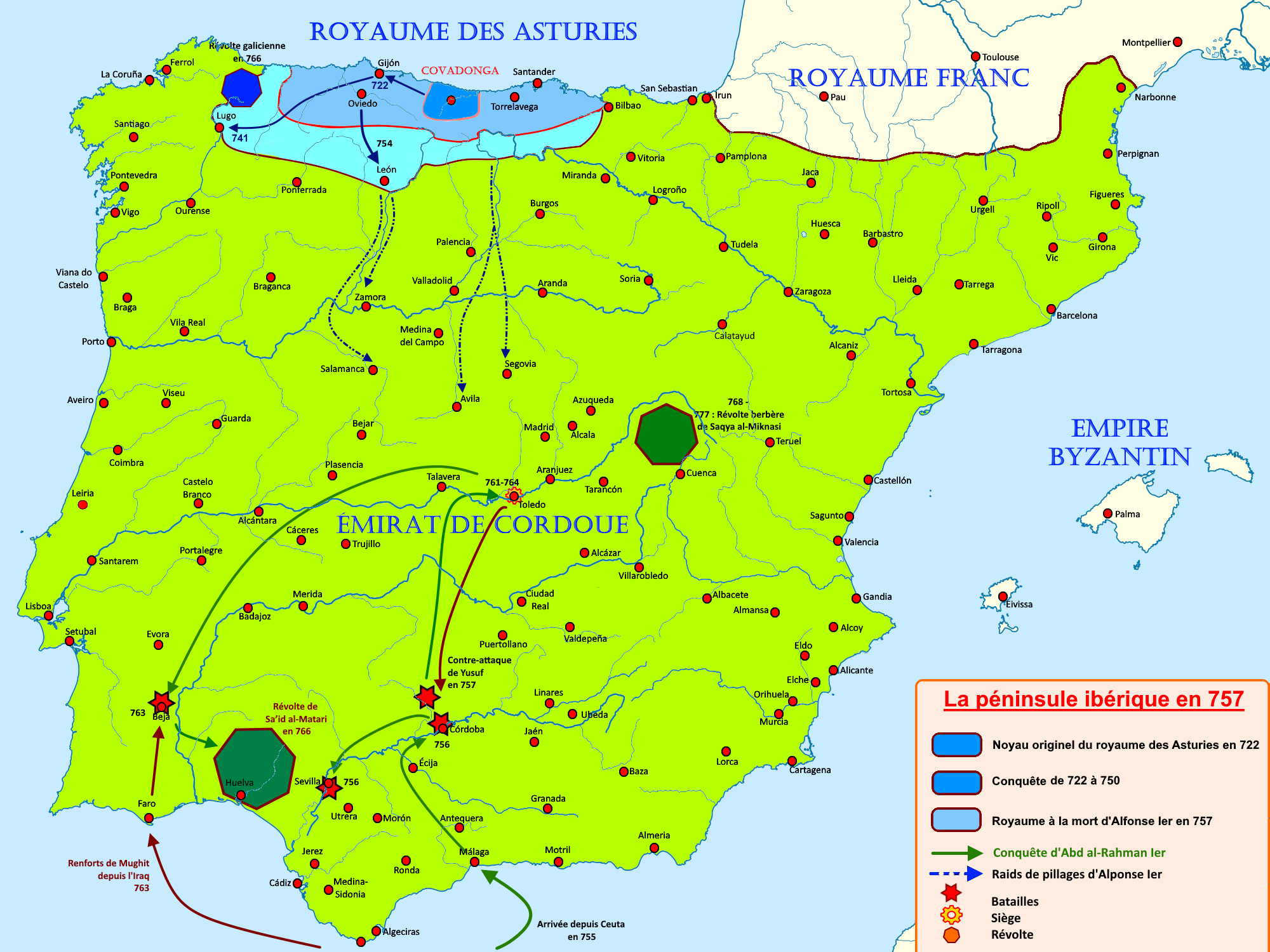
757년 즈음의 이베리아 반도. 아스투리아스 왕국(하늘색)이 남서쪽 방면으로 팽창한 것이 보인다.

그 무렵 아랍인의 차별에 폭발한 베르베르인들은 들고 일어나 739년, 소위 '베르베르 대항거'라 불리는 반란을 이베리아 반도 각지와 마그레브에서 전개한다. 이러한 내전은 743년까지 이어졌고, 우마이야 왕조의 쇠퇴를 급격히 촉진시켰다. 아랍 진압군은 베르베르 반군들을 스페인에서 몰아내는데는 성공하지만, 마그레브 및 이프리키야 지역은 위낙 광범위한데다가 베르베르인들의 본거지인만큼 대부분의 영토를 빼앗기고 만다.
이베리아 북서부의 베르베르 귀족들이 반란에 참여하느라 움직인 틈을 타서 아스투리아스 왕국의 알폰소 1세는 신속하게 군대를 동원하여 두에로 강변의 여러 무슬림 마을과 정착지들을 초토화시켰고, 갈리시아 저지대 및 레온 지역을 정복했으며, 그들의 중심지와 알안달루스 사이에 빈 완충지대를 만들었다. 이 지역은 토질이 척박하여 이슬람 세력들이 방치하던 곳이었지만, 아스투리아스 왕국은 이곳에 자신들에게 귀순해오는 모사라베들을 정착시킴으로써 점차 인구를 늘려나갔다. 이렇게 새롭게 만들어진 국경은 이후 몇 세기 동안 북부의 기독교와 남부의 이슬람 사이의 경계로서 대략 자리를 지켰다.

#### 기독교 왕국들의 초기 팽창

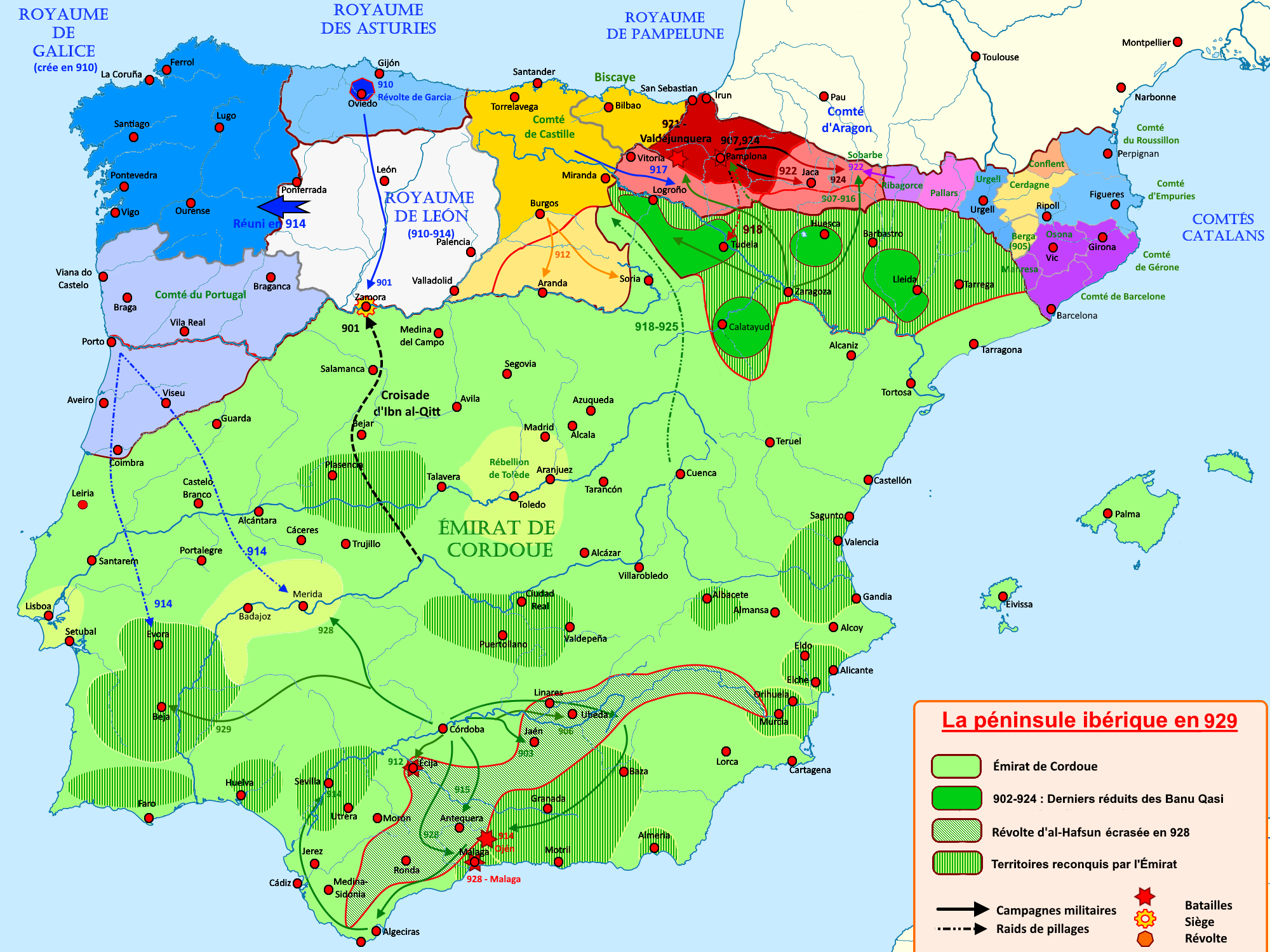
929년 당시의 이베리아 반도

이후 아스투리아스의 왕들은 이베리아 반도의 다른 민족들과 결혼 동맹을 맺거나 전쟁을 벌이면서 차차 그들의 영토를 남쪽으로 넓혀나갔다. 775년에 히스파니아 북서부가 완전히 그들에게 넘어갔고 842년까지 아스투리아스 왕국은 더욱 사방으로 팽창했다. 또한 알폰소 2세의 통치 기간 동안 성인 야고보의 유해가 산티아고 데 콤포스텔라에서 발견되었다고 알려졌는데, 곧 이곳은 이베리아 반도에서 가장 중요한 순례지 중 하나가 되었으며 카롤링거 제국 및 여타 기독교권에서 방문하는 순례객들은 그들 왕국의 중요한 수입원이 되어주었다.
알안달루스의 이슬람 세력들은 수많은 전투에도 불구하고 북부 영토에 대한 통제권을 확보할 수 없었는데, 왜냐하면 그들이 수도 코르도바에서 자신들의 권력을 강화하는 데에만 집중했기 때문이었다. 그 사이에 점진적으로 카스티야, 갈리시아, 레온 지역에 위치한 여러 기독교 정착지가 요새화되었으며, 다시 그 지역에서는 다른 지역으로의 기독교 재인구화를 가속화하는 정책들이 시행되었다. 이에 따라 이베리아의 기독교 인구는 계속 증가해나갔다.
알폰소 3세와 그의 후계자들이 수도를 오비에도에서 레온으로 옮김으로써 아스투리아스 왕국에게서 레온 왕국이 떨어져 나왔다. 이후 여러 유능한 군주들의 통치와 알안달루스의 분열 속에서 기독교 왕국들은 활발히 레콩키스타를 추진했고 양측 사이의 국경은 점차 남쪽으로 이동하기 시작했다.

#### 코르도바 토후국과 전선의 교착
하지만 756년 아바스 왕조의 추격을 피해 이베리아 반도로 피신한 우마이야 황족 아브드 알 라흐만이 혼란스러운 알안달루스를 안정화시키고 코르도바 토후국(후우마이야 왕조)을 설립하면서 한동안 기독교 세력의 남진은 정지될 수밖에 없었다. 이후 이슬람과 기독교 세력은 두에로 강을 사이에 두고 수백 년 간 대치하였고 이전과 같이 지지부진한 전쟁이 이어지면서 양측의 국경은 교착상태에 빠졌다. 이따금 이슬람 측에서 아브드 알 라흐만 3세와 같은 유능한 군주가 등장하여 기독교 왕국들을 수세로 몰아넣기는 하였으나 전황은 변함이 없었다.
이후 10세기경부터 코르도바 토후국이 비틀거리기 시작하자 기독교 세력은 다시 남진을 시작하였으나 이때 코르도바 토후국에 알 하지브 알 만수르라는 걸출한 재상이 등장하였다. 그는 레콩키스타 초기의 이슬람 세력에서 최후의 별이라고 할 수 있는 인물로 무너져가던 코르도바 토후국을 일시적이나마 다시 중흥시키는 한편 기독교 세력에 대한 여러 차례의 지하드를 개시하였다. 이베리아 북부의 기독교 왕국들은 알만수르의 공격에 속수무책으로 당했는데, 이는 마치 8세기경 자신의 조상들이 이교도들에게 이베리아 반도를 내어주는 상황의 재현이었다.

#### 알 만수르의 반격

알 하지브 알 만수르의 원정로와 그가 수복한 영토(짙은 초록색)을 나타낸 지도. 그가 공격한 주요 도시들의 이름도 표시되어 있다.

서기 1000년경의 이베리아 반도

알 만수르가 이끄는 이슬람군은 977년 기독교도들로부터 살라망카를 탈환했으며 여세를 몰아 쿠에야르, 팜플로나를 습격하고, 979년에는 세고비아를 수복하는 한편 사모라를 공격했다. 981년에 아스트로가를 습격하면서 기독교 세력에게 큰 충격을 준 그는 982년에는 기어코 그 수도인 레온에 입성하여 도시를 파괴하였다. 그리고 983년, 아스트로가를 재차 공격한 알 만수르는 그 해 말에 바르셀로나를 공격하여 이듬해 여름까지 일대를 초토화시킨 후 톨레도로 귀환하였다. 986년에 아스트로가는 3번째로 함락당했으며 987년에는 기독교 세력이 재정복했던 코임브라를 수복하였다. 심지어 988년에는 레온이 또다시 함락되어 불태워지기까지 하였다.
이후 5년간 군세를 정비한 알 만수르는 993년부터 재차 레온 왕국의 동부를 공격하였고 995년에 살란다를 함락시켰다. 이에 레온 왕국이 군대를 동쪽에 모아두자 만수르는 돌연 서쪽에 출몰, 997년 이베리아 기독교의 최대 성지이자 레콩키스타의 정신적 지주였던 산티아고 데 콤포스텔라를 습격하여 도시를 불태우고 유명한 대성당은 대문과 종을 떼어내어 코르도바의 모스크를 장식하거나 녹여서 촛대로 만드는 등 기독교 세력에게 제대로 굴욕을 주었다. 3년 뒤인 1000년에 레온 왕국의 제 2의 도시인 부르고스가 함락되었다.
그러나 후우마이야조 말기의 번영과 군사적 성공은 사실상 알 만수르 개인의 능력에 의해서 지탱되던 바, 그가 1002년에 사망하고 쇠락해가는 왕조를 지탱해줄 사람이 없는 상황 속에서 코르도바 토후국마저 1031년에 멸망한 이후에 알안달루스는 타이파라고 불리는 소규모 제후국·왕국들로 분열되어 기독교 세력에게 각개격파되기 시작한다.

### 중반부

#### 타이파 분열기와 기독교 왕국들의 성장
코르도바 토후국이 멸망한 이후, 이베리아 반도에는 하나의 도시와 그 주변 배후지를 기반으로 하는 작은 제후국들이 난립하게 되었다. 역사가들은 이런 토후국들을 타이파 국가라고 불렀는데, 이 말은 "분파" 혹은 "파당"을 의미하는 아랍어 단어 '물라크 알 타이프(mulūk al-ṭawāʾif)'에서 비롯되었다. 이들의 상황은 고대 말 그리스의 폴리스들의 상황이나 중세 이탈리아의 도시국가들의 상황과도 비슷했다. 각 타이파 국마다 통치자들의 배경도 달랐는데, 아랍인이나 베르베르인 이외에 슬라브계 맘루크 출신의 백인 타이파들도 많았다.
이베리아 반도 북부의 기독교 왕국들은 국력이나 영토 측면에서 이런 무슬림 군소국가들을 압도하면서 이른바 "보호 거래" 시스템을 만들었다. 북부의 기독교 국가들은 타이파 국가들끼리 서로 전쟁을 벌일 때 군사원조를 제공하는 대신, 자신에게 조공을 바치거나 혹은 침공하지 않는 대가로 금화를 납부하도록 하여 이슬람 세력을 점차 약화시켰다. 또한 타이파 국가끼리 전쟁을 벌일 때는 한쪽 편을 들면서 다른 한쪽의 영토를 조금씩 점령하는 식으로 이슬람들이 장악하는 전체 영토가 꾸준히 감소하기 시작했다.

#### 톨레도 함락 (1085년)

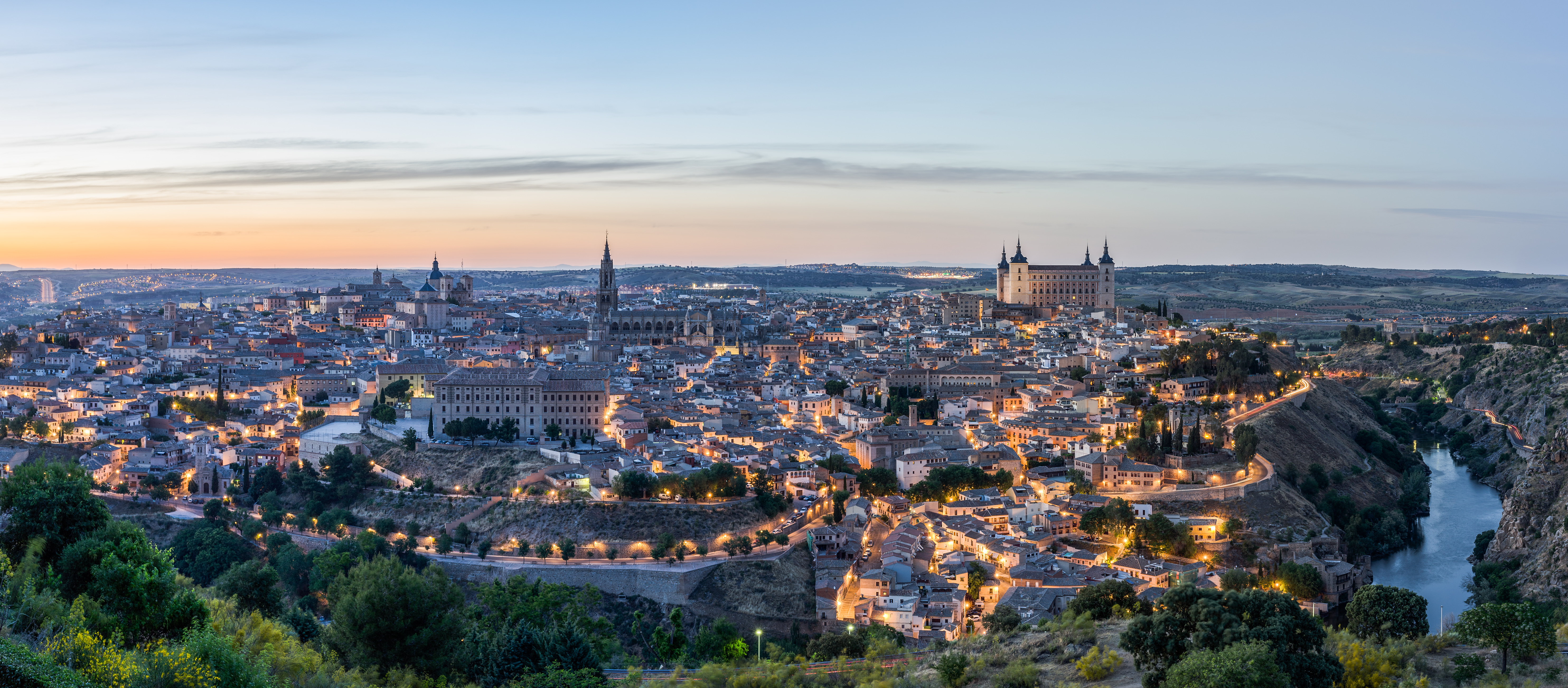
오늘날 톨레도 시가지의 모습

톨레도 함락은 레콩키스타 가속화의 분수령이 되었다. 1085년 레온-카스티야 연합 왕국의 왕인 알폰소 6세에 의해 톨레도가 함락된 것은 1061년 코임브라 재정복이 포르투갈 역사의 새로운 분기점이 된 것처럼 스페인 역사의 중요한 분기점이 된 사건이었다. 톨레도는 로마 시절부터 톨레툼이란 이름으로, 서고트 왕국의 수도였던 유서 깊은 도시였으며 천혜의 자연 요새로 인해 이베리아 중부에 위치한 메세타 고원의 핵심적인 전략 거점이었기 때문에 이 도시가 기독교 왕국에게 넘어간 건 레콩키스타의 분수령이라 할 수 있다. 다른 측면에서는 톨레도 함락과 비슷한 시기에 십자군 전쟁이 선포되었으며, 레콩키스타라는 하나의 국가적, 역사적 이데올로기의 형성이 이루어진 시대였기 때문에 의미가 깊다.

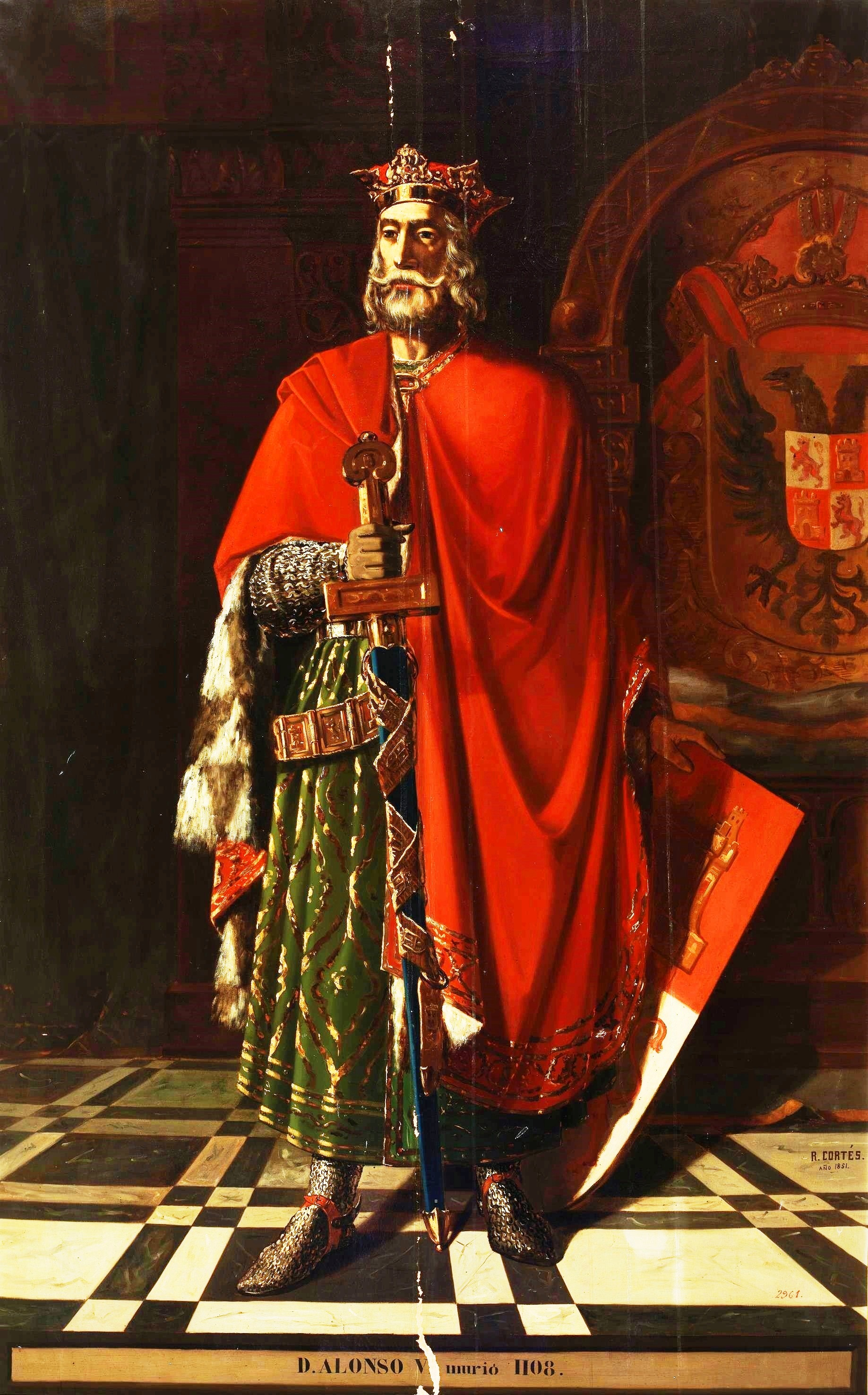
알폰소 6세의 초상화

이전 시대만 하더라도 가톨릭 국가들의 연속체로서 '서고트 왕국 → 아스투리아스 왕국 → 레온-카스티야 연합 왕국'으로 이어지는 중부 이베리아 반도의 기독교 왕국으로서 계승성을 표명한 역사적 사료는 9세기의 《알베다 수도원 연대기(Crónica Albedense)》밖에 없었고, 다른 사료들은 이슬람에 대한 기독교 왕국들의 이베리아 반도 '수복'이란 의식을 딱히 드러내지 않았다. 실제로 이때는 상호간의 이익과 목적만 맞아 떨어진다면 반도 북부의 기독교 소국들과 분열해가는 알안달루스의 타이파 세력들이 지극히 실리적인 현실정치를 추구하던 시대였다.
그러나 교황이 스페인의 기독교도들을 돕는 것은 레반트에서 성전을 치루는 것과 마찬가지라고 선전하면서 이베리아 반도의 세력 간 전쟁에 종교적 의미를 본격적으로 부여하자 레콩키스타는 가톨릭 왕국들이 하나의 초월적, 역사적 사명이자 성전으로 인식하는 이데올로기로 구체화되기 시작한다. 또한 교황은 이베리아의 기독교 왕국들에게 레콩키스타가 곧 십자군 전쟁이므로 따로 군대를 보내지 않아도 된다고 통보했다.
톨레도 함락 이후 약 반 세기 뒤 쓰여진 알폰소 7세 시절 쓰여진 《황제 알폰소 연대기(Chronica Adefonsi imperatoris)》를 기점으로 이후의 연대기와 사료들은 강렬한 종교적, 지정학적 성격을 띄게 되며 무엇보다 레온-카스티야 연합 왕국을 중심으로 자신들의 기원을 아스투리아스를 넘어 서고트 왕국에서 찾으면서 단순한 종교적, 정치적 투쟁이 아니라 한때 기독교 세계에 속했던 고토의 회복 의식을 강하게 드러내기 시작한다. 흔히 불가분의 관계로 말하는 스페인 국가적 민족주의와 전투적 가톨릭 신앙의 일치화가 이데올로기로서 뿌리를 잡게 된 것도 이때이다.

#### 무라비트 왕조의 반격

11세기 무라비트 왕조의 팽창

이베리아의 군소 타이파들은 알폰소 6세의 맹공을 견디지 못했고 세비야의 통치자 알 무타미드도 그중 하나였는데, 그는 다른 타이파국 지도자들이었던 바다호스의 알 무타와킬과 그라나다의 압달라 이븐 불루긴의 동의 하에 지브롤터 해협 건너편 무라비트 왕조의 지배자 유수프 이븐 타쉬핀에게 구원을 요청한다.
유수프 이븐 타쉬핀은 이 요청을 수락하여 1086년 사그라하스 전투에서 기독교 군세를 대파하고, 레온과 카스티야의 위협으로부터 알안달루스의 타이파들을 방어했다. 이때 유수프는 타이파 세력들의 실태를 보고 '큰 충격을 받았다'고 하는데, 그 충격의 정체는 4년 후 밝혀지게 된다. 1090년 유수프는 타이파 통치자들이 종교적으로 해이해졌으며, 사치와 방종에 빠졌다고 주장하며 그 휘하의 말리키 법학자들의 지지를 명분삼아서 타이파들을 차례대로 합병하기 시작한다. 1106년까지 사라고사를 제외한 거의 모든 타이파들이 무라비트 왕조에게 흡수되었다.
이후 무라비트 왕조는 1097년 콘수에그라 전투에서 승리하고 엘 시드가 단독으로 점령했던 발렌시아도 1102년에 탈환하며 기독교 세력들을 크게 밀어붙였다. 알폰소 6세는 톨레도를 가까스로 지켜내는 데에는 성공했으나 우클레스 전투에서 아들 산초 알폰세스를 잃는 바람에 딸 우라카가 왕위 계승자가 되었고, 카스티야-레온의 왕좌가 보르고냐 가문으로 넘어가게 되었다. 이후 1140년대까지 무라비트 왕조와 가톨릭 국가들은 치열한 전투를 벌였는데, 초기에는 프라가 전투에서 승리를 거두고 아라곤 왕국의 알폰소 1세를 살해하는등 무라비트 왕조가 우세했지만 북아프리카에서 일어난 무와히드 칼리파조에 의해 무라비트 왕조가 빠르게 몰락하면서 기독교 세력이 점차 우위를 점하기 시작한다.

#### 무라비트 왕조의 몰락

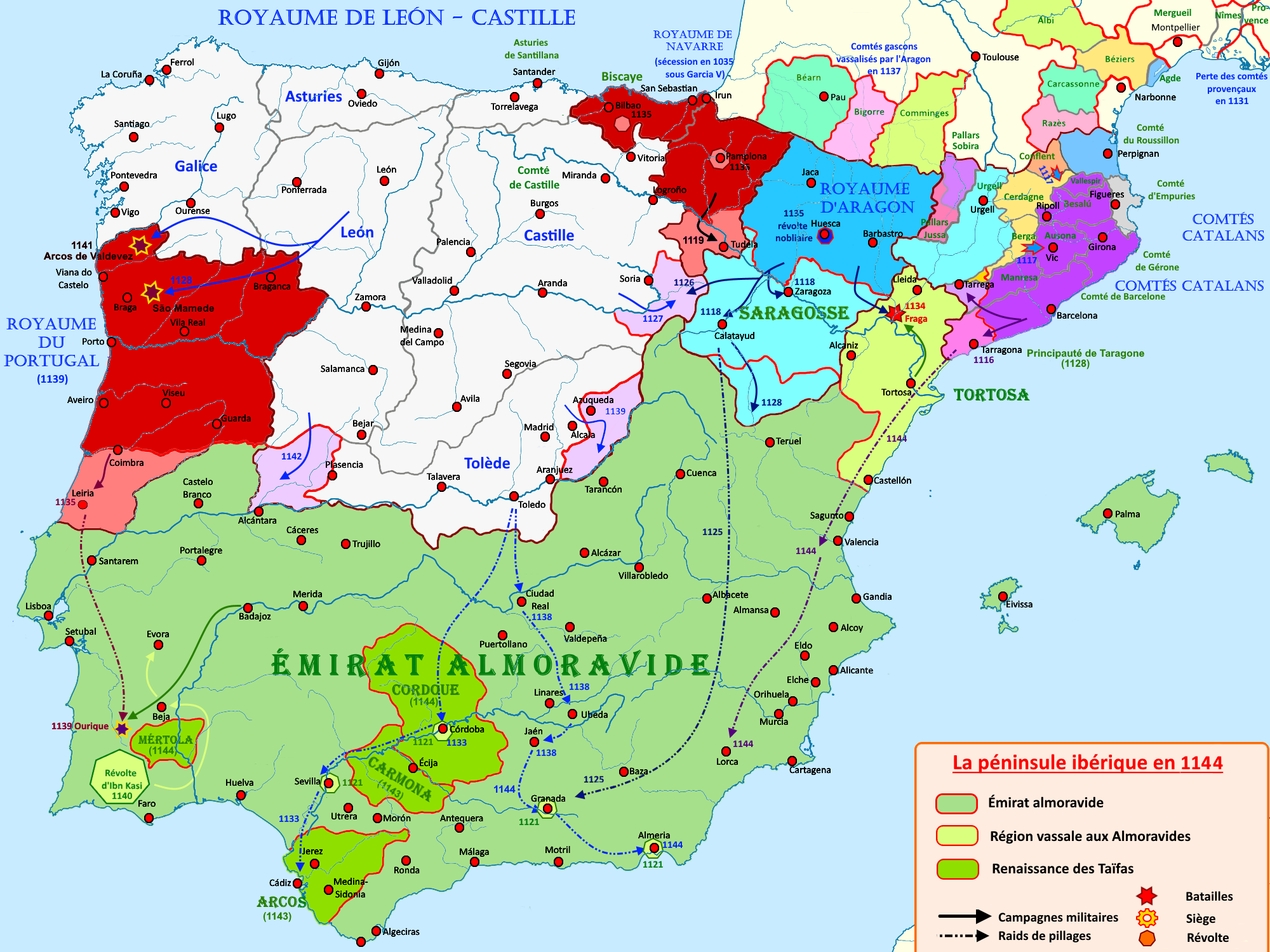
무라비트 왕조 통치 하인 1144년경의 이베리아 반도

1138년과 1139년, 유수프 이븐 타쉬핀의 후계자인 알리 이븐 유수프는 레온-카스티야의 알폰소 7세 및 포르투갈의 아폰수 1세에게 잇달아 패배했으며 설상가상으로 알안달루스의 주민들은 타민족 왕조인 무라비트 왕조에게 반감을 드러냈다. 마침내 무라비트 왕조는 알안달루스에서의 영향력을 상실했으며 각지에서는 다시 타이파국들이 생겨났다. 기독교 국가들은 이러한 호재에 큰 탄력을 받아 대대적인 남진을 시작했는데, 일례로 아라곤 왕국은 우에스카(1096), 사라고사(1118), 토르토사(1148), 레리다(1149) 등을 차례대로 점령하면서 지중해 연안에 걸친 이베리아 반도 동부의 영토 대부분을 장악했다. 그런가 하면 포르투갈 왕국은 영국과 독일, 플랑드르에서 온 십자군의 도움을 받아 리스본을 함락시키면서 그들의 영토를 약 2배로 늘렸다. 이로써 마침내 수세기에 걸친 레콩키스타가 거의 막바지에 이른 듯 보였다.

#### 무와히드 왕조의 반격

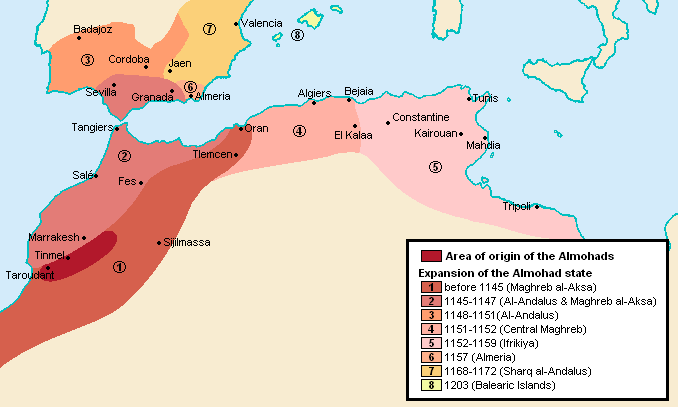
12세기 무와히드 칼리파조의 팽창

1147년, 무라비트 왕조는 압드 알 무민의 지도 아래 아틀라스 산맥에서 발흥한 또다른 베르베르계 왕조인 무와히드 칼리파조에 의해 전복되었다. 무와히드인들은 전임자와 마찬가지로 레콩키스타의 위협에 직면한 타이파들의 요청을 수락하는 한편, 그들의 신앙에 대적하는 기독교 왕국들의 남진을 저지하기 위해 이베리아 반도로 급속하게 침입해왔다. 무와히드 칼리파조는 1149년 세비야와 코르도바를 정복하고, 1172년에는 레콩키스타로 빼앗긴 이베리아 남부 영토의 대부분을 탈환하였다. 1184년에 유수프 1세가 기독교 군대와 싸우던 중 전사하자, 그 뒤를 이은 아들 야쿱 알 만수르는 부친의 복수를 천명하며 재차 공격을 계속해 나갔다.

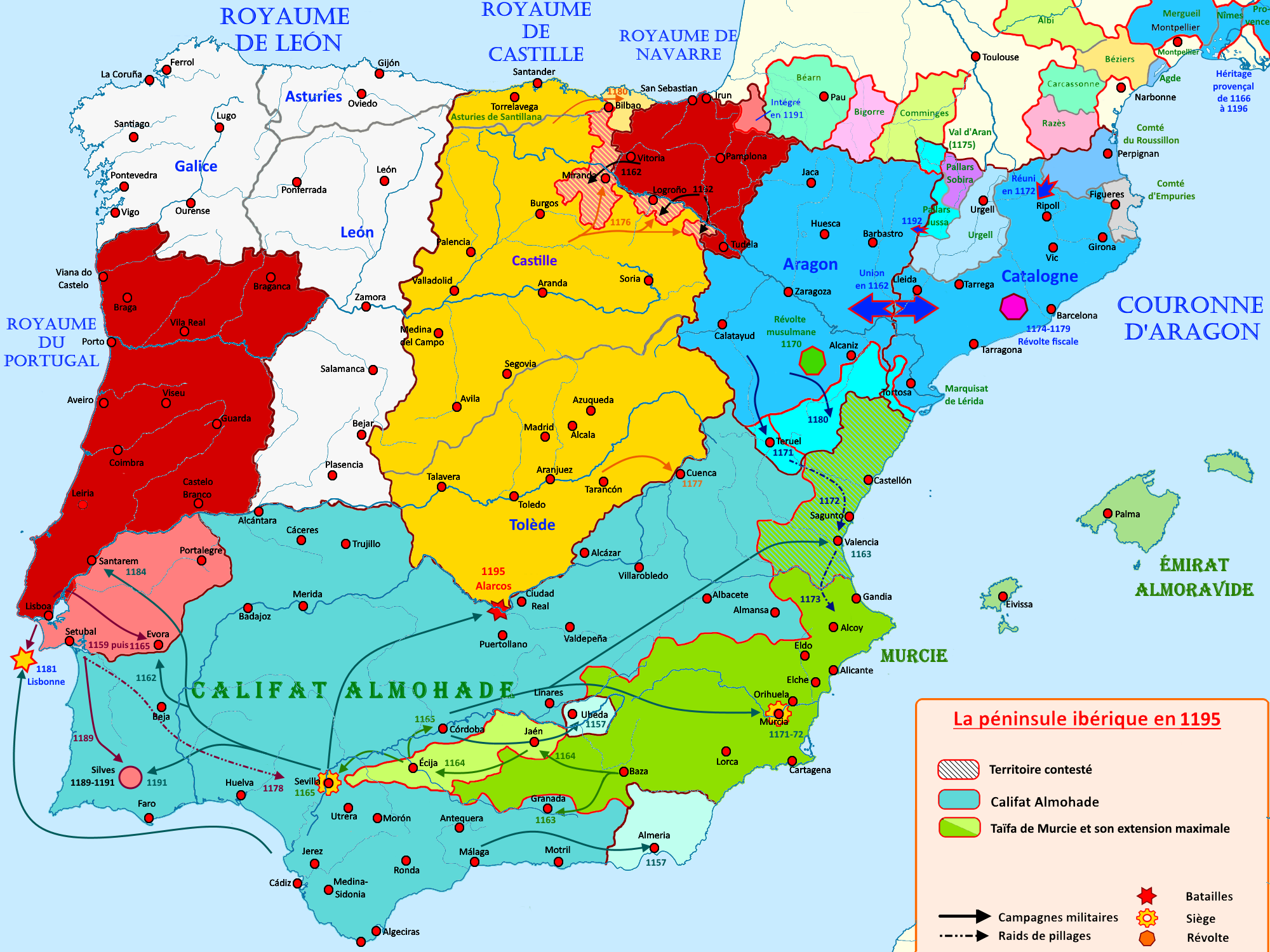
무와히드 칼리파조 통치 하인 1195년경의 이베리아 반도

1195년, 야쿱 알 만수르는 알라르코스 전투에서 카스티야 왕 알폰소 8세의 군대를 궤멸시켰고 그 여세를 몰아 말라곤, 베나벤테, 칼라트라바, 카라쿠엘, 토레 데 과달페르사 등 여러 성채를 모조리 함락시켰다. 이후 야쿱의 군대는 2년 동안 엑스트레마두라, 타구스 계곡, 라 만차, 톨레도 일대를 초토화시켰으며 몬탄체스, 트루히요, 플라센시아, 탈라베라, 에스칼로나, 마퀘다 등을 잇달아 습격했다.
무와히드 칼리파조는 이베리아 반도로 쳐들어올 때마다 압도적인 군세를 이끌고 와서 기독교 세력을 물리치고 여러 도시와 거점들을 점령했으나, 매번 오래 머무르지 않고 수도인 마라케시로 돌아가기를 반복했다. 이에 따라 칼리파가 이베리아로 건너가면 북아프리카에서 반란이 일어나고, 북아프리카로 귀환하면 기독교 국가들이 쳐들어오는 형세가 반복되었다. 그나마 야쿱 알 만수르는 알라르코스에서 대승을 거두어 레콩키스타의 기세를 한풀 꺾을 수 있었지만, 기독교 세력을 완전히 격멸하지는 못했다. 반면 기독교 국가들은 오히려 무와히드 칼리파조라는 거대한 적을 눈앞에 두고 있었기에 오랜 기간 자신들의 발목을 잡아왔던 서로간의 반목을 잠재울 수 있는 기회를 얻었다.

### 후반부

#### 레콩키스타의 분수령: 라스 나바스 데 톨로사 전투

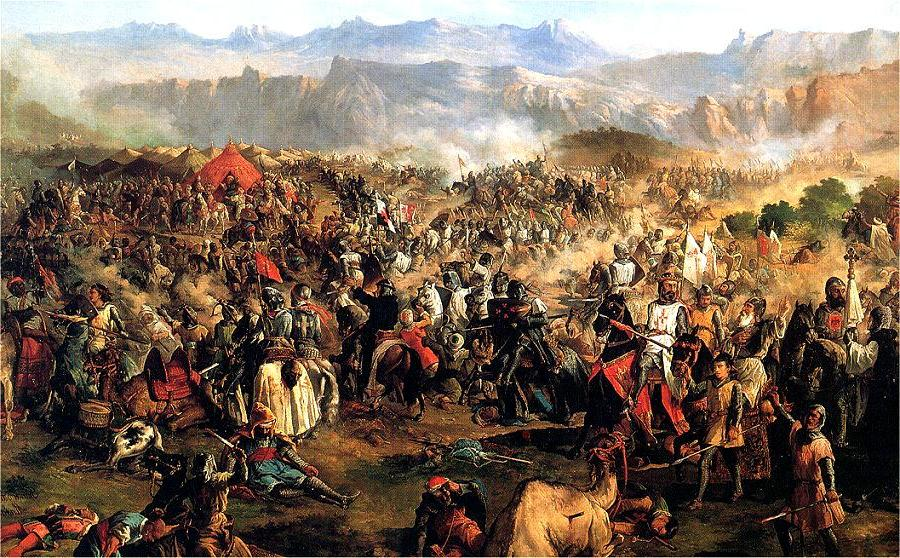
라스 나바스 데 톨로사 전투를 묘사한 그림

1211년, 제4대 무와히드 칼리파인 무함마드 나시르는 가톨릭 국가들을 완전히 절멸시키기 위해 역대 최대의 병력을 이끌고 알안달루스로 출정하였다. 그러나 1212년 라스 나바스 데 톨로사 전투에서 무와히드군은 숫적으로 훨씬 열세였던 가톨릭군에게 대패했고, 이 결정적인 전투를 기점으로 무와히드 칼리파조는 쇠퇴하기 시작하였다. 그 결과 이베리아 반도의 헤게모니는 완전히 가톨릭 세력에게 넘어갔다.

#### 무와히드 칼리파조의 몰락
1213년에 사망한 무함마드 나시르는 고작 열 살인 어린 아들을 차기 칼리프 유수프 2세 알 무스탄시르로 임명했다. 무와히드 궁정의 고위 관료들은 연장자 황족들 및 주요 귀족들을 중심으로 과두 정치 체제를 성립시켜 어린 칼리파의 통치기를 효과적으로 넘기는데 성공하였다.
그러던 1224년 유수프 2세가 후계자 없이 죽었고, 와지르였던 우트만 이븐 잠이 이끄는 마라케시의 궁정 관료들은 그의 나이든 외할아버지인 압드 알-와히드 1세를 새로운 칼리파로 세웠으나, 이는 알 안달루스에 영향력을 행사하던 무함마드 나시르의 형제들을 분노하게 하였다. 결국 그들은 모로코 본토에 있던 칼리파의 권위에 도전하게 되었고, 칼리파를 칭했다. 이 쿠데타를 기점으로 무와히드 칼리파조는 본격적으로 몰락하기 시작했다. 특히 1229년, 이드리스 알 마문이 또다시 안달루스 파벌 및 카스타야측 용병과 함께 마라케쉬를 점령했을 때에 백명이 넘는 기존 셰이크 (부족장)들을 학살하고 카스바 모스크에서 이븐 투마르트의 교리를 부정하면서 무와히드 칼리파조는 창건 이래 이어지던 핵심 지지 기반 및 명분 (정체성)을 모두 상실하였다. 안달루스 왕공들이 집권을 위해 현지 병력을 대부분 모로코로 보내어 소진시킨 것도 안달루스가 빠르게 기독교 세력에게 잠식된 원인이 되었다.

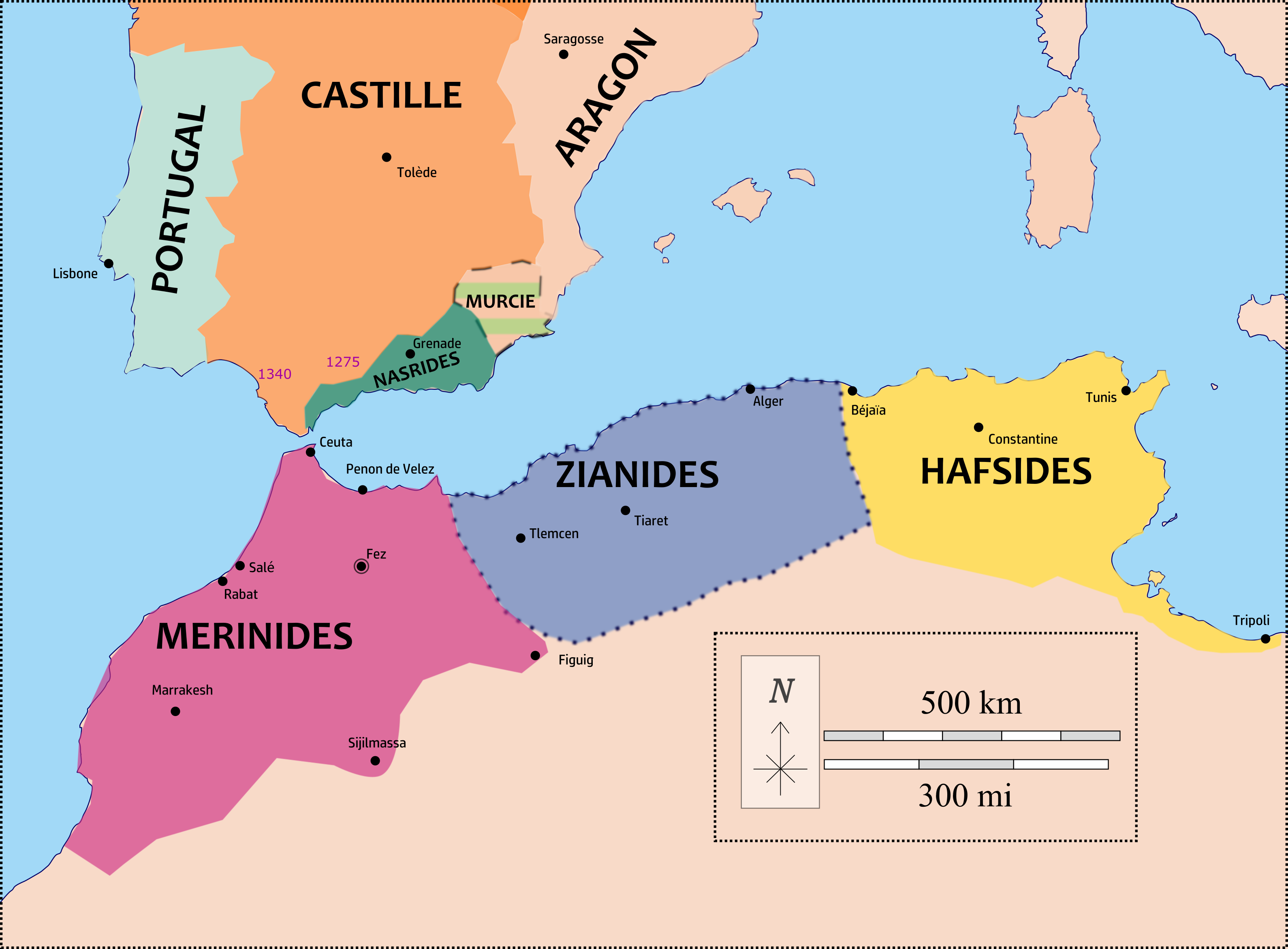
무와히드 칼리파조 멸망 이후 북아프리카와 이베리아의 형세.

한편 무와히드 칼리파조가 내전에 휩싸인 동안 힘의 공백을 감지한 레온-카스티야 왕국과 포르투갈 왕국은 1225년부터 무와히드 칼리파조의 알안달루스 영토를 잇달아 침공해왔다. 하지만 무와히드 칼리파조는 이를 막을 여력을 이미 상실해버린 상태였고, 숫적에서 압도적인 열세였던 알안달루스의 도시들이 공격을 받자 곧바로 항복한 덕분에 1225년 말에는 이미 포르투갈의 군대가 이베리아 최남단의 세비야까지 도달했다. 이러한 일이 발생하자 알안달루스의 도시들도 무와히드 왕조를 신뢰하지 못하게 되었다. 기독교 왕국들은 계속해서 이베리아 반도 내의 무와히드 알안달루스 영토를 조금씩 빼앗았고, 무와히드 칼리파조가 이베리아 반도를 제대로 지켜내지 못하면서 분노한 민중들이 알 안달루스 곳곳에서 봉기를 일으켰다. 결국 1228년 말에 이르면 사실상 알안달루스 대부분은 무와히드 칼리파조의 영향력에서 이탈했고, 다시 타이파 시대가 시작되었다(제3차 타이파 시대).
알안달루스의 무와히드군 역시 이를 지켜보기만 했던것은 아니었지만, 1230년 알랑게 전투에서 대패하여 궤멸적인 타격을 입었다. 알 안달루스 총독부는 필사적으로 저항했으나 이미 궤멸된 군대로는 무리였다. 안달루시아 지방의 최후의 이슬람 도시들은 절망적인 상황에서 마지막으로 베르베르인들에게 도움을 청하였으나, 무와히드 칼리파조는 다시는 이베리아로 돌아오지 못했다. 내전과 쇠퇴를 거듭하던 무와히드 칼리파조는 1269년 휘하에 있던 마린 부족(Banu Marin)에게 멸망하고 말았다. 그뒤 모로코 지역에는 마린 술탄국, 알제리 지역에는 자얀 왕조, 튀니지 지역에는 하프스 왕조가 각각 건국되었다.

#### 기독교 국가들의 대공세
그 후 카스티야 왕국의 페르난도 3세가 1236년 한 때 알안달루스의 중심지였던 코르도바를 함락하고 12년 후인 1248년 여세를 몰아 세비야까지 함락시켰다. 무와히드 칼리파조의 알안달루스 패권 붕괴 이후 또다시 등장한 타이파들은 이미 강력한 세력으로 성장해버린 기독교 왕국들의 상대가 전혀 되지 않았다. 1228년부터 1248년까지, 레콩키스타는 전례없는 엄청난 진전을 보였다.
1249년 포르투갈의 아폰수 3세가 포르투갈의 마지막 이슬람 거점이던 파루를 함락시켜 알가르브 지역을 완전히 장악하면서 포르투갈 왕국의 레콩키스타는 끝을 맺었고, 무르시아나 니블라와 같은 잔존 타이파들 역시 1270년대까지 모두 카스티야 왕국 및 아라곤 왕국에게 정복당하여 그들의 영토로 편입되었다. 다만 이슬람 세력이 완전히 축출되지는 않았는데, 1232년 무함마드 이븐 나스르가 카스티야 왕국에 예속되는 것을 조건으로 이베리아 최남단인 그라나다에 나스르 왕조를 창건했기 때문이었다. 나스르 왕조는 이후 1492년까지 존속하여 알안달루스의 명맥을 이어나갔다.

#### 이슬람 세력 최후의 노력: 마린 술탄국
마린 술탄국의 팽창]]
무와히드 칼리프조를 멸망시킨 마린 술탄국 역시 레콩키스타의 성공에 가만히 있지 않았다.
1275년, 마린 술탄국은 지브롤터 해협 너머의 알헤시라스 지역을 나스르 왕조로부터 양도받은 이후로 이베리아 반도 남부에 수 차례 개입하기 시작했다. 그들은 1310년에 카스티야의 공세를 가볍게 격파했으며 뒤이어 알메리아에 행해진 아라곤 왕국의 공세 역시 격퇴해내는 등 기독교 왕국들의 레콩키스타 저지를 성공적으로 수행하고 있었다. 그 결과 기독교 세력은 1340년 리오살라도 전투를 통해 이베리아 반도에서 마린 술탄국을 완전히 축출할 때까지 레콩키스타에서 이렇다할 성과를 거두지 못했다. 결국 명목상의 이유 뿐만 아니라 마린 술탄국으로 대표되는 이슬람 측의 반격이 나름 성공을 거두고 있었던 것도 레콩키스타의 종료가 훗날로 미뤄지는데 한몫을 했던 것이다.

#### 그라나다 토후국

그라나다 토후국의 영역. 이전의 무라비트 왕조나 무와히드 칼리파조에 비하면 그 세력이 형편없이 줄어들었다.

13세기 중반부터 15세기 후반까지, 알안달루스의 유일한 영토는 이베리아 반도 최남단인 그라나다를 중심으로 하는 그라나다 토후국밖에 남아있지 않았다. 이들은 비록 기독교 왕국들에게 포위당하는 형세를 띠고 있었기는 했지만 지중해 무역 네트워크에 긴밀하게 연결되어 있어 매우 부유했으며 상당한 수준의 문화적, 경제적 번영을 누렸다.
그라나다 토후국은 시에라 네바다 산맥을 자연 방벽으로 삼으면서 레콩키스타에 항전하고, 마린 술탄국의 도움을 받거나 기독교 왕국들 사이의 내분을 유도하여 자신들의 통치를 연장시켜 나갔다. 또한 수도 그라나다는 무슬림 난민들을 대거 수용하면서 15세기 즈음에는 유럽에서 가장 큰 대도시 중 하나로 성장했으며, 대서양과 지중해 사이의 무역 허브로서 타국의 상인들을 끌어들였다.

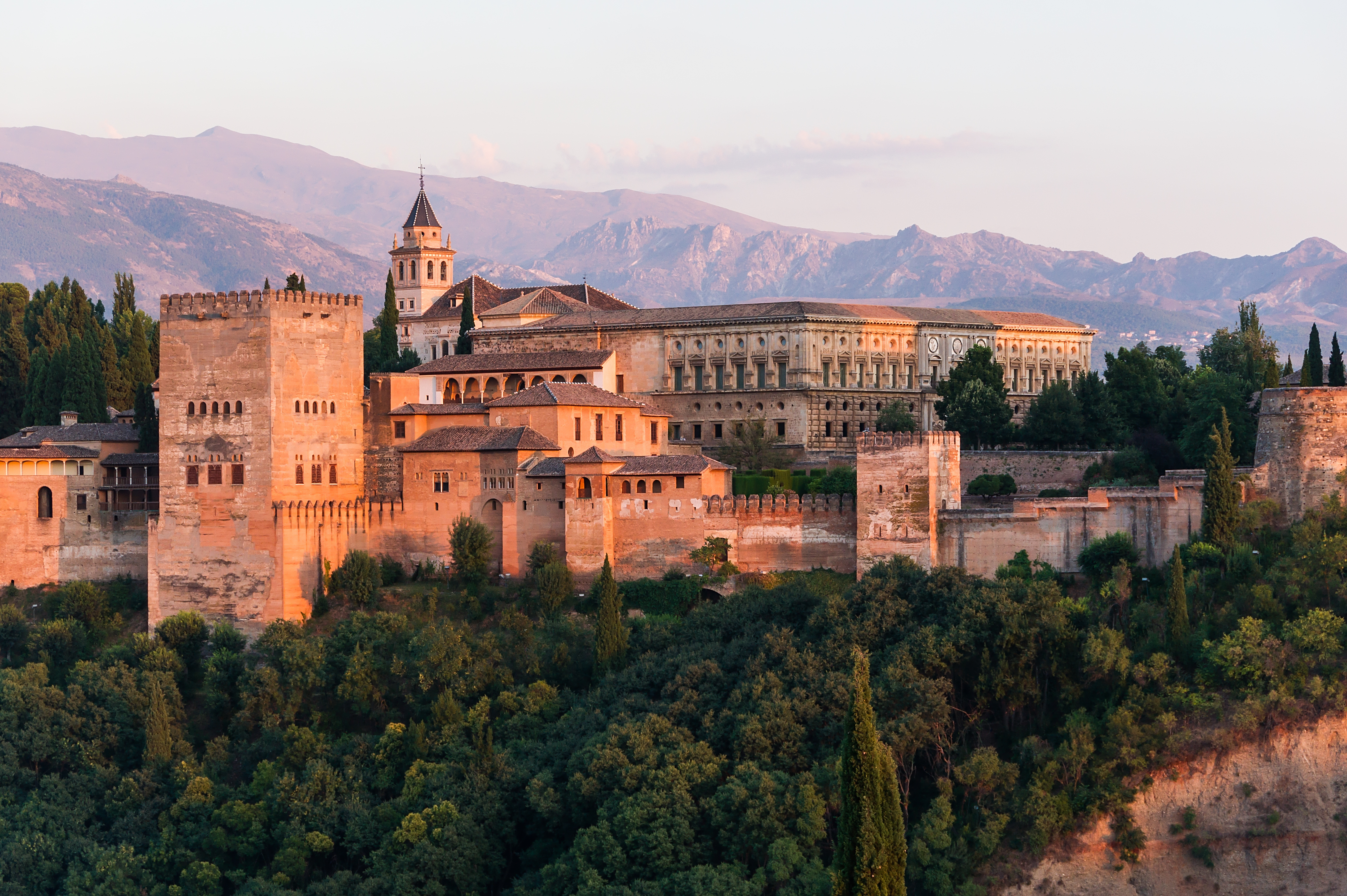
알람브라 궁전의 해질녘 모습

유수프 1세(1333~1354)와 무함마드 5세(1354~1359, 1362~1391)의 통치 하에서, 그라나다 토후국은 14세기 말까지 대내외적으로 전성기를 구가했다. 이 시기에 이븐 알 카티브, 이븐 잠락, 이븐 칼둔과 같은 위대한 인물들이 그라나다 궁정에서 활동을 하며 그 이름을 알렸다. 한편 이 무렵에 세워지고, 오늘날 스페인에 남아있는 그들의 유산 중 가장 유명한 것은 그라나다에 있는 요새화된 궁전 복합단지인 알람브라 궁전이다.

#### 레콩키스타의 종결: 그라나다 전쟁

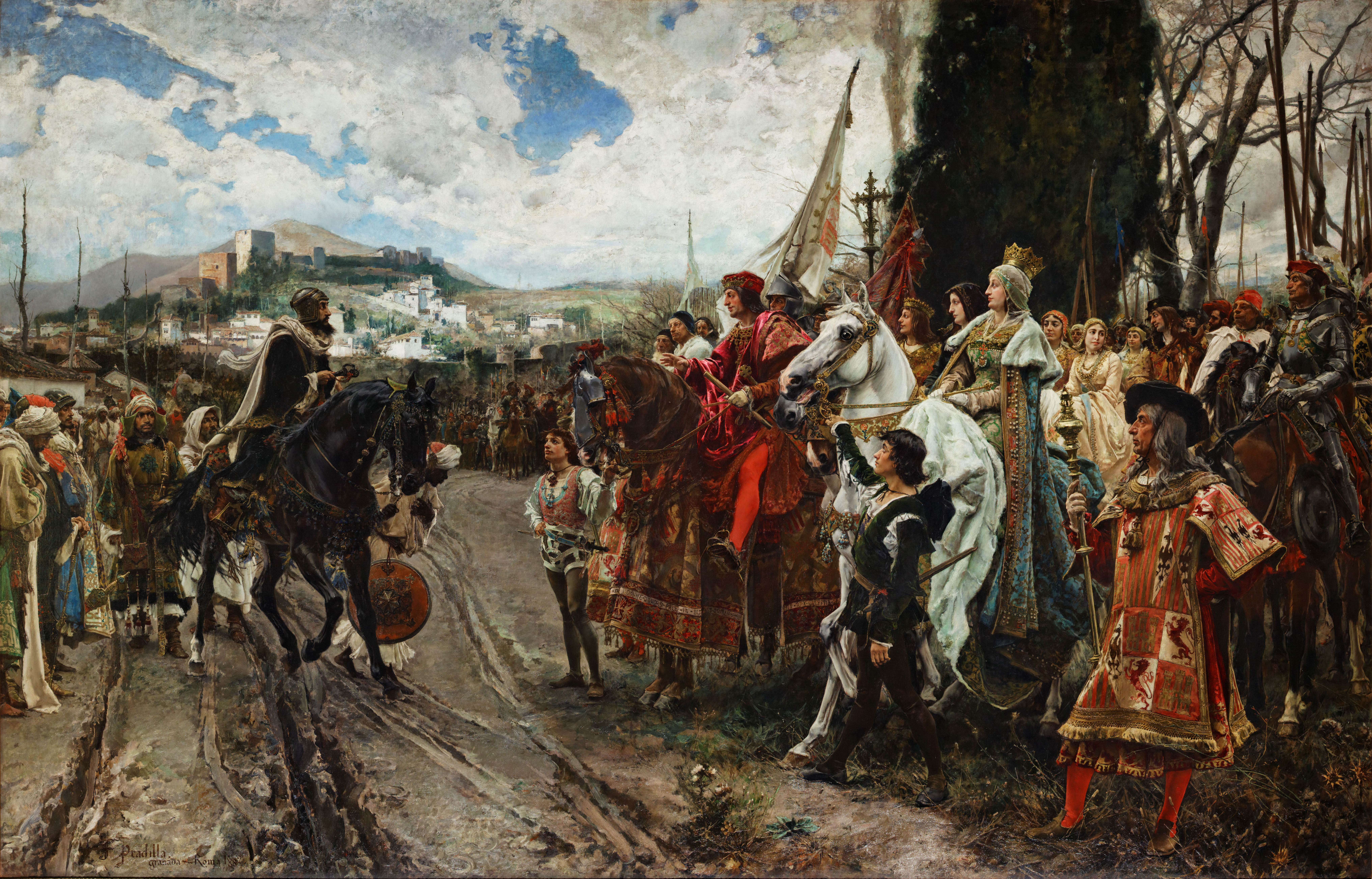
이베리아를 떠나는 무함마드 12세와 무어인들, 그리고 이를 지켜보는 페르난도 2세 및 이사벨 1세. 레콩키스타를 마무리 지은 상징적인 사건을 그림으로 묘사한 것이다.

1469년, 아라곤 왕국의 왕자 페르난도와 카스티야 왕국의 공주 이사벨이 결혼하며 양국의 연합이 가시화되었다. 그리고 1474년에 이사벨이 카스티야 왕이 되자 페르난도는 공동왕이 되었고 1479년, 페르난도가 아라곤의 왕으로 즉위하면서 카스티야-아라곤 연합 왕국이 탄생하였다. 교황은 그들에게 가톨릭 군주라는 칭호를 주며 그라나다에 대한 십자군을 선포하였다. 그리고 1482년, 그라나다 토후국의 술탄 핫산에게 페르난도 2세는 평화를 대가로 조공의 양을 늘리라 요구했다.
애초 강경파에 속했던 핫산은 이에 불복하였고 조공을 바치는 비용으로 무기를 제작했다. 이에 카스티야 군대가 그라나다 겨우 30여 km 떨어진 알하마를 공격했다. 그러자 그라나다에서 반란이 일어나 핫산이 추방되었고 그의 아들인 보압딜이 무함마드 12세로 즉위했다. 한편, 핫산은 동생 엘 사갈의 영지인 말라가로 피신했다. 이후 그라나다와 말라가 사이에 내전이 벌어졌고 핫산은 가톨릭 군대와 연합해 보압딜을 패배시킨 후 복위하였다. 혼란을 틈타 카스티야 군대는 그라나다 왕국 깊숙히 진격하여 1484년 6월에 알하마, 같은 해 9월에 세테닐을 함락시켰다. 동시에 페르난도 2세는 보압딜을 석방하면서 그라나다의 내전을 재차 유도하고자 했다.
1485년 5월, 그라나다 왕국의 서부 요충지인 론다가 함락되었고 이에 핫산은 다시 폐위되었다. 그리고 그의 복위를 도왔던 동생인 엘 사갈이 무함마드 13세로 즉위했다. 하지만 그 역시 1486년에 로하, 그리고 결정적으로 1487년 8월에 그의 세력 기반이던 말라가를 상실하자 폐위되었다. 따라서 그의 조카인 보압딜이 복위하였고 카스티야 군대를 막기 위해 노력했지만 역부족이었다. 1489년에 바자와 알메리아까지 함락되며 무함마드 12세의 영토는 그라나다 일대로 축소되었다. 무함마드 12세는 페르난도 2세에게 자신을 왕으로 세워주겠다는 약속을 상기시켰으나 돌아온 대답은 무조건 항복이었다.
그라나다의 도움 요청은 이베리아 반도를 넘어 이슬람권 각지에 전해졌고 특히 이집트의 맘루크 술탄은 관심을 보이기도 했으나 결국 파병하지는 않았다. 그런 절망적인 상황에서 1491년 4월에 그라나다 포위가 시작되었고 8달이 흘렀다. 그라나다의 식량이 떨어지자 무함마드 12세는 더이상의 저항은 무의미하다는 것을 인지하고는 은으로 십자가를 만들어 항복했으며, 11월 25일에 가톨릭 군주들과 그라나다 조약을 체결하였고 페르난도 2세는 무함마드 12세가 그를 따르는 사람들을 이끌고 스페인을 떠나는 것을 허락했다. 그리고 1492년 1월 2일에 성문을 나와 선조들의 땅인 북아프리카로 향하니, 782년간 지속된 스페인에 대한 이슬람 지배의 종결이었다.

#### 공수의 역전: 세우타 함락
1415년, 마린 술탄국이 재정적 어려움을 겪는 틈을 타서 포르투갈 왕국은 지브롤터 해협 너머의 세우타를 점령하였다. 1418년 마린 왕조는 탈환을 시도했지만 실패하였다. 이것을 서구 제국주의의 첫 출발이자 대항해시대의 시작으로 평가하기도 한다.

## 기독교 군사

### 동기 부여와 사명

15세기 말엽 이베리아의 기독교 왕국들 내 기사단들 위치를 나타낸 지도

짐 브래드버리(2004)는 레콘키스타의 기독교 세력들이 모두 그들의 종교에 의해 동등하게 동기가 부여된 것은 아니며, 한편으로는 토착 기독교 군대와 다른 지역에서 온 기사단(성전기사단, 구호기사단, 튜턴기사단) 및 이베리아 내부에 설립된 기사단(산티아고, 알칸타라, 칼라트라바)을 구분해야 한다고 지적했다. '(기사단은) 대체로 세속적인 이들보다 종교 전쟁에 더 헌신적이었고, 무슬림들에 대한 자비를 거부했으며, 포로들을 모조리 참수하는 등 가혹한 행위를 일삼기도 했다.'
반면에 토착 기독교 군대는 이슬람 제후들과 일시적인 동맹을 맺기도 했으며, 현지 용병들은 충분한 대가만 따른다면 아랍인 또는 베르베르인 통치자들을 위해 기꺼이 싸워주었다. 엘 시드는 이러한 용병 지도자들 가운데 가장 잘 알려지고 유명한 예 중 하나이다. 이베리아 반도 자체의 인구로는 동원할 수 있는 병력에 한계가 있었기 때문에, 용병은 때때로 전투의 향방을 가르는 중요한 요소였다. 대표적으로 사용된 주요 용병으로는 노르드인, 플랑드르 창병, 프랑크 기사, 무어인 기마궁수, 베르베르 경기병 등이 있었다.

### 기병대 및 보병
중세 이베리아의 기독교 군대는 주로 기병대와 보병으로 구성되어 있었는데, 끊임없는 투쟁과 갈등의 분위기로 점철된 이 시기에는 전쟁과 일상이 너무나도 긴밀하게 얽혀 있었고 따라서 레콩키스타 내내 군대가 지속적으로 양성되었다.

스페인 북부의 자치 단체인 알카나드레의 인장. 왼쪽을 보면 사람의 머리 5개가 그려져 있는데, 이는 이슬람 세력을 물리쳤음을 나타내는 것으로 저 머리는 모두 무어인들이다.

레콩키스타 시대의 기병 전술 가운데 기사들이 적에게 접근하여 자벨린을 던지고 안전한 거리로 후퇴한 뒤, 또 다른 공격을 이어나가는 것이 주로 사용되었다. 적의 대형이 충분히 약화되었다고 생각하면 기사들은 창을 들고 돌격했다. 기사는 총 세 계급으로 나뉘어졌는데, 가장 높은 것은 왕실 기사였고 그 다음은 귀족 기사(카발레로스 이달고)가 있었으며, 마지막으로는 평민 기사(카발레로스 빌라노스)였다. 왕실 기사들은 대부분 아스투리아스 왕국 시대부터 이어져 내려온 대귀족들이었기 때문에 고트식 전투법을 선호했다.
레콩키스타 초기의 왕실 기사들은 하우버크(사슬갑옷), 연꼴 방패, 창, 도끼로 중무장하고 있었다. 귀족 기사들은 영주나 하급 귀족 출신이어도 말 한마리를 살 수 있을만큼 부유했지만, 평민들은 대체로 그러지 못했다. 한편 중세 유럽치고는 특이하게도, 레콩키스타 시대의 기병은 봉건 영주가 제공하는 병력이 아니라 자체 민병대로 구성되어 있었으며, 왕이나 카스티야 백작의 통솔을 받았다. 기병대가 아닌 귀족이나 일반 기사들은 모두 평범한 갑옷과 자벨린, 창, 검, 둥근 방패 등으로 경무장을 했다.
보병 대부분은 농민들이었고, 활과 화살, 창, 단검 따위만 들고 있었으며 방패나 갑옷은 갖춰입지도 못하는 등 무장 상태가 열악했다. 이들은 주로 보조 병력으로 사용되었는데, 특히 아군측 기병대가 도착할 때까지 적군을 묶어두거나 적 보병대가 아군 기병에게 돌진하는 것을 방어하는 용도로 자주 쓰였다. 보병들은 장궁, 합성궁, 석궁 등 주로 활 종류의 원거리 무기를 선호했을 것으로 추정된다.

### 장비
중세 초기 스페인 군대의 갑옷은 일반적으로 철제 비늘이 달린 가죽 갑옷, 코 보호대가 달린 둥근 투구나 사슬 투구 등이 쓰여졌다. 방패는 왕실 기사들이 사용한 연꼴 방패를 제외하고는 원형이나 타원형인 경우가 많았으며, 대개는 기하학적인 문양, 십자가, 또는 술잔 등의 장식이 달려있었고 가죽으로 만들어진 별도의 덮개가 있었다. 대부분은 나무 방패였지만 가끔은 철제도 있었다.
강철 검은 보병과 기병을 가리지 않고 가장 흔하게 볼 수 있는 무기였다. 기병은 주로 긴 양날검을 사용했지만 보병은 짧은 외날검을 사용했고, 가드는 반원형 또는 직선형이었으며 항상 여러 무늬들로 장식되어 있었다. 창과 자벨린의 길이는 최대 1.5m에 달했고 창끝은 철로 만들어졌는데, 개중에서도 30cm 길이의 매우 날카로운 끝을 가진 이중 창은 투척이나 근접 전투에서 매우 유용했다. 메이스 및 워해머는 흔하진 않았지만 가끔 기병들이 사용했던 것으로 보인다.

### 전술의 변화

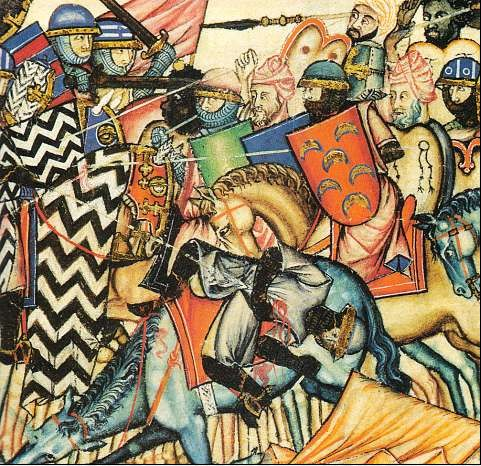
10세기 후반에 벌어진 산 에스테반 데 고르마즈 전투를 묘사한 삽화. 기독교도와 무슬림들의 장비를 확인할 수 있다.

이베리아 반도에서는 11세기 후반까지 전통적인 전술과 장비, 그리고 기마 창술 등이 계속 선호되었지만, 그 이후 프랑스에서 랜스 차징과 같은 새로운 전술이 도입되면서 이러한 양상은 변화하기 시작한다. 12세기에서 13세기 사이에 스페인 군인들은 여러 상황에 대비하기 위해 검, 자벨린, 창, 활/화살 또는 석궁/볼트를 휴대해놓았다. 갑옷 또한 한 단계 발전하여 퀼트 재킷 위에 상체, 관절, 그리고 무릎까지 덧댄 사슬갑옷, 철제 투구, 팔과 허벅지를 보호하는 금속/가죽 보호대 등이 추가되었다.
방패의 재질은 여전히 나무 또는 가죽이었다. 그러나 모양이 점차 둥글어지거나 삼각형이 되었고, 강도를 더욱 늘리기 위해 철제 테두리로 감싸기도 했다. 또한 기사나 귀족의 방패에는 그들 가문의 문장을 새기기도 했다. 기독교도들은 무어인들의 기마술ㅡ라 지네타(현대 기수의 좌석)와 짧은 등자 끈, 구부린 무릎ㅡ을 받아들여 경기병을 운용할 때 안정감과 속도를 보완하기도 했으며, 프랑스에서는 긴 등자 끝과 넓은 안장을 도입하여 중기병을 더 안전하게 운용할 수 있게 하였다. 또한 말에는 때때로 마갑이 착용되었다.
14~15세기에 들어 중기병은 중무장한 기사들과 함께 전투에서 주도적인 역할을 맡게 되었다.

## 영향
19세기부터 전통적인 서양 역사학, 개중에서도 스페인의 역사학은 토착 원주민으로부터 영토를 군사적인 수단으로 점령한 공통의 적ㅡ이슬람을 신봉하는 무슬림 세력에 대해 이베리아의 기독교 왕국들이 저항해 나가면서 잃어버렸던 영토를 재정복하는 일련의 과정으로서 레콩키스타의 실체와 그 존재를 강조해왔다. 그러나 현대의 학자들은 지금의 레콩키스타가 스페인 민족주의와 강하게 연관되어 있다고 보아 이러한 개념에 의문을 제기했다. 이 개념은 '스페인이 이슬람에 대항하는 국가'라는 이미지를 내세워 "이베리아에서의 이슬람의 존재(알안달루스)를 인정하지만, 대신에 기독교 왕국들이 이슬람의 영토를 정복하는 것을 정당화하기 위한 중세의 과거에 대한 편향되고 왜곡된 비전"이라고 여겨지기도 한다. 다른 주장들 중에서도 특히 학자들이 발전시킨 것 중 하나는, "어떠한 군사적 사건도 8세기 동안 지속되지 않았다"는 것이다. 이러한 의미에서의 레콩키스타는 19세기 무렵에야 처음 등장했으며, 1936년에 프란시스코 프랑코가 권력을 잡으면서 스페인 왕립 학술원(RAE)의 사전에 등록되기도 했다.오늘날에도 레콩키스타라는 용어는 간간이 등장하고 있을 뿐 아니라 여전히 중요성을 가지고 있으며, 특히 '문명의 충돌'이라는 개념을 접한 스페인의 극우 및 포퓰리즘적 정당인 Vox와 이슬람 제노포비아를 가진 보수주의자들 사이에서 자주 쓰인다.

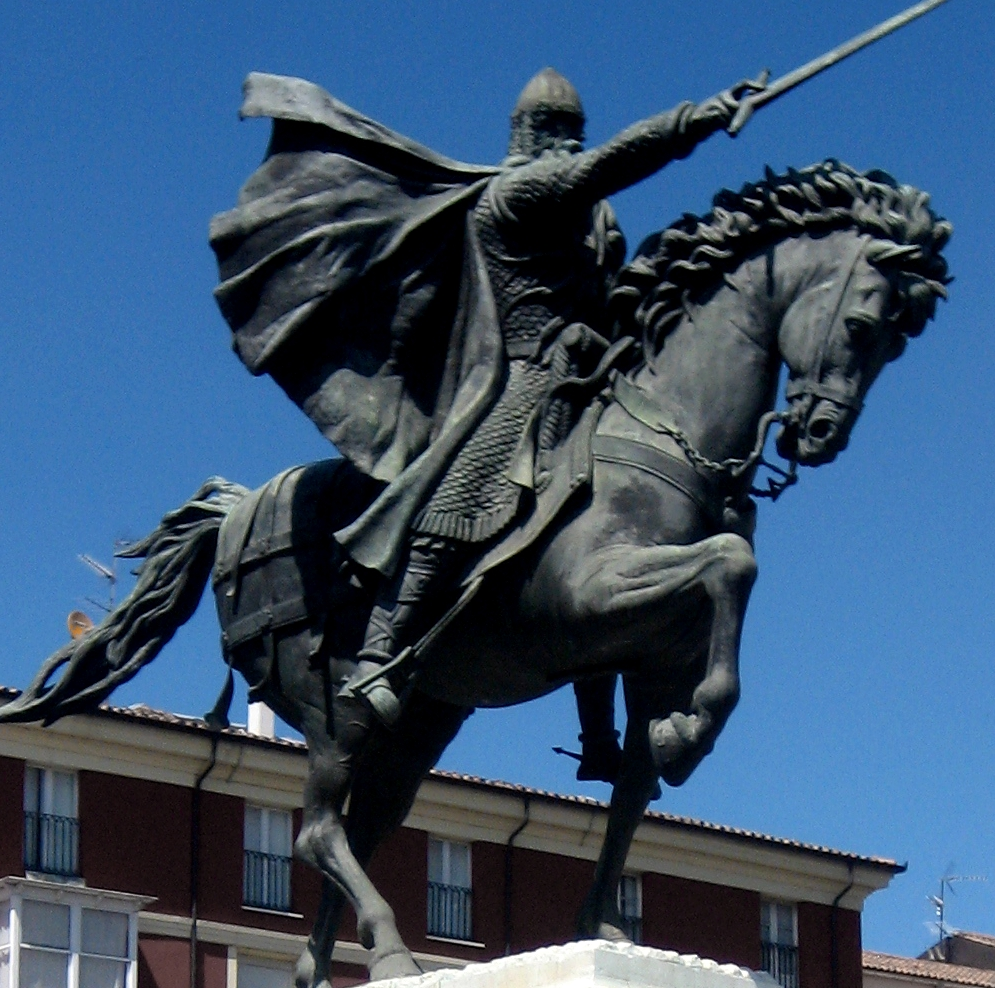
엘 시드를 묘사한 동상

레콩키스타와 관련된 여러 서사적 이야기나 시들 중에서 실제로 밝혀진 것, 또는 전설과 상상의 시나리오 등은 중세 갈리시아포르투갈어, 스페인어, 카탈루냐어로 창작되어 여러 문학 작품을 만들어냈다. 특히 스페인에서 영웅으로 여겨지는 엘 시드의 인생을 다룬 여러 서사시들과 노래 등은 매우 유명하다.
레콩키스타는 때때로 매우 현실적인 이유로서 7세기가 넘는 북부 기독교 왕국들 간의 내분으로 인해 잠시 미뤄지기도 했다. 그동안 기독교 세력과 알안달루스는 대부분 휴전 조약을 맺거나 서로 전쟁을 벌이지 않았다. 특히 이슬람측에서는 아예 왕조가 바뀌어버리는 경우도 있었다.

### 레콩키스타 이후의 가톨릭 국가 스페인
한때 이베리아 반도 거의 전체가 이슬람 세력에게 정복당했다는 사실은 스페인 사람들의 자존심에 큰 상처를 남겼다. 비록 어쩔 수 없이 개종했고, 레콩키스타 이후 가톨릭으로 돌아가기는 했다지만 카스티야 왕국과 아라곤 왕국이 '그리스도교의 수호자'로서의 정통성을 강조했다는 사실을 고려해보면 이는 스페인의 정통성과도 직결되는 문제였다. 그래서 스페인은 더욱더 철저한 원리주의적 가톨릭 국가가 되는 수밖에 없었다.
그래서 레콩키스타 이후의 스페인은 영내 각지의 유대인이나 무어인을 철저하게 추방하려고 했다. 무어인이야 말할 것도 없고 유대인은 이슬람 지배기간 동안 그리스도인들에 비해 훨씬 많은 자유를 부여받으며 무슬림들의 앞잡이 노릇을 해 왔기 때문에 당연한 일이었다. 심지어 기독교으로 개종한 유대인들과 무어인들도 감시받았으며 17세기 초에는 펠리페 3세에 의해 약 270,000명의 모리스코들이 추방당했다. 금융, 의료, 상업, 공업 등 소위 전문직에 종사하던 유대인들과 무어인들의 대량 추방으로 인해 스페인은 종교적 열망과 국가 이데올로기적 정체성은 형성할 수 있었으나 그 대신으로 경제 및 사회 구조가 완전히 무너졌다. 당장 알람브라 칙령 이후에도 지역 농민 인구의 과반수 가까이가 모리스코였던 발렌시아나 무르시아 같은 지방은 경제의 토대를 구성하던 노동 인구부터가 급격히 감소했으며 이렇게 경제적 활동도 종교에 따라 세분화되어 있었던 이베리아 반도에서 무슬림들이 다 추방당하자 스페인 고유의 문화적~상업적 경쟁력은 기반부터 무너져 내렸다. 이후 스페인은 신대륙 개척의 첨병에 나서 엄청난 양의 귀금속과 이에 맞추어 부상한 카스티야의 양모, 안달루시아의 농작물 등 산업의 부흥에도 불구하고, 이를 제대로 유통하고 관리할 금융-상업 계층의 부재로 인해 전부 제노바 공화국에 아웃소싱할 수 밖에 없었다. 당장 필요한 자금줄과 상업 행위에서 제노바 상인들과의 동맹은 큰 도움이 되었지만, 대신 제노바 상인들은 카스티야 내륙 수많은 지방의 조세권부터 시작하여 왕실 소유였던 시칠리아 섬, 나폴리 왕국의 경제적 이권 등을 철저하게 챙기면서 장기적으로는 현지의 민중, 토착 엘리트와 스페인 왕실 사이가 점차적으로 틀어지게 되는 악영향을 끼쳤다. 스페인 제국은 그 이전 중세의 종교적 공존 체제, 즉 콘비벤시아(Convivencia)를 해체하면서 전성기에 오르기 시작했지만 결국 제국 몰락의 장기적인 원인 중 상당수 부분이 이러한 공존에 기반한 사회•경제적 기반의 상실에서 기인했다는 점은 시사하는 바가 많은 고찰 대상이다.
지금이야 그라나다의 함락을 레콩키스타의 끝으로 인식하고는 있지만, 당시에는 이베리아의 완전한 통일과 로마의 영토였던 마우레타니아, 즉 모로코, 북알제리, 서튀니지까지의 영토 수복이 완료되지 않는 한 진정한 레콩키스타의 완료가 아니라는 생각이 일반적이었다. 따라서 이사벨과 페르난도 공동왕과 포르투갈 왕 주앙 2세는 스페인의 첫 번째 공주 이사벨을 포르투갈 왕가의 계승자인 아폰수에게 시집보내 포르투갈 + 카스티야 + 아라곤의 모든 왕위 계승권을 가진 진정한 스페인의 왕을 만들기로 합의했으며 실제로 둘은 정략결혼임에도 불구하고 사랑에 빠졌지만 아폰수는 어처구니 없이 사망했고 이사벨은 슬픔에 빠져 재혼을 거부했지만 이베리아반도의 재통합이라는 원대한 이상을 품은 두 왕가는 알폰소의 동생 마누엘과의 재혼을 추진했다. 하지만 마누엘과 재혼한 이사벨마저 남자 아이를 출산하다가 사망해버렸다. 다행히도 아이는 살아남아 '미겔'이라는 이름을 받고 진정한 스페인의 군주이자 평화를 가져올 자로써 추앙받아 평화왕이라는 이름을 받았으나 병에 걸려 요절하고 말았다.
살아남은 다른 공주들은 이미 다른 왕가에 시집보낸 지 오래였고, 그나마 남은 유일한 후계자였던 후안마저 요절해버리면서 이베리아 반도의 재통합, 진정한 스페인이라는 원대한 야망은 산산히 흩어지고 말았다. 그리고 합스부르크 황실로 시집 간 부부왕의 둘째 딸 후아나를 통해 왕위 계승권을 이어 받은 합스부르크 왕가는 알제나 튀니스 등을 놓고 오스만 제국과 전쟁을 벌이는 한편, 마그레브의 몇몇 항구 도시들을 지배하에 두는 등 북아프리카로 세력을 확장하려는 움직임도 보여주었지만, 프랑스의 발루아 왕가가 신성로마제국과 스페인 제국을 함께 통치하는 합스부르크 황가의 세력을 경계하면서 계속해서 전쟁을 벌이는 바람에 합스부르크는 국력 대부분을 프랑스와의 전쟁에 낭비하게 되었고, 영토면에서나 경제면에서나 아무런 소득 없이 스페인의 여력을 소진시키고 말았다.
그나마 1580년에 포르투갈 왕국의 최전성기를 구가했던 아비스 왕가의 대가 끊기고 마누엘 1세의 외손자였던 스페인 국왕 펠리페 2세, 그리고 그의 후계자들인 펠리페 3세와 펠리페 4세가 잇달아 포르투갈의 왕위에 오르면서 이베리아 반도의 재통합(이베리아 연합)이 다시 한번 이루어지는 듯 했으나 동군연합을 주도한 스페인 측의 폭정이 이어지면서 결국 스페인의 지배에 질려버린 포르투갈 국민들이 반란을 일으켰고, 결국 포르투갈 독립 전쟁이 발발하여 브라간사 공작 주앙이 포르투갈 국왕 주앙 4세로 즉위하고 포르투갈에 브라간사 왕조가 들어서면서 이베리아의 재통합은 완전히 물거품이 되었다. 이러한 이유로 스페인과 포르투갈에서는 과거에 이루어질 수도 있었던 진정한 통합과 평화왕을 그리워하며 (지브롤터의 탈환과 함께) 이베리아 반도를 한 나라로 통일하지 않는 이상 레콩키스타는 아직 끝나지 않았다고 믿는 사람들도 있다.

### 스페인 제국 정복과의 연관성
콩키스타도르와 레콩키스타는 그 어원을 봤을 때 실제 역사적으로 어느 정도 연관성이 있는데, 두 단어의 어원이 스페인어로 '정복하다'를 뜻하는 '콩키스타르(conquistar)'에서 유래된 것이기 때문에 그렇다. 실제로 레콩키스타에서 활약한 콩키스타도르들은 이후 대항해시대가 열리면서 신대륙으로 건너가 정복 행위를 계속해나갔다. 이때 스페인인들은 자신들의 종교적 정체성인 기독교, 개중에서도 로마 카톨릭을 아시아에도 전파하려 시도했다. 훗날 카쿠레키리시탄이 되는 센고쿠 시대 일본 가톨릭의 시작, 그리고 명나라와 깊은 관계를 맺었던 예수회 선교사들의 모습에서 볼 수 있듯 레콩키스타의 여파는 동북아시아에도 상당히 거대한 영향을 미쳤다. 이들 선교사들은 전국시대 일본 다이묘들 중 고니시 유키나가와 같은 이들을 지원하면서 일본 또한 장기적으로 가톨릭화하려고 하였고, 중국에서도 명나라 조정과 협력하며 선교를 시도했다. 심지어 조선과도 일부 연관이 있다. 스페인 선교사들이 남긴 기록에 따르면 그들은 임진왜란마저도 조선, 더 나아가 중국을 가톨릭화할 수 있는 기회로 보고 일본의 침략에 조력했기 때문이다. 당시 일본군의 주력을 구성하던 서부 일본 다이묘들 중 일부는 가톨릭 신자였다. 선교사들은 그들을 지원하면서 조선에 따라 들어오기도 하였지만 결과적으로 전쟁이 조선의 승리로 끝남에 따라 스페인-포르투갈 선교사들이 생각한 '극동의 콩키스타'는 실패로 끝났다. 일본에 대한 가톨릭화 역시 스페인인들과 가톨릭 다이묘들의 노예 무역에 충격을 받은 도요토미 히데요시 및 도쿠가와 이에야스의 에도 막부가 제동을 걸면서 중단되었다.
레콩키스타 당시 기독교 국가들, 특히 레온-카스티야 연합왕국의 수호 성인이자 주된 공경 대상이었던  무어인 처단자 성 야고보(Santiago Mataomoros)의 신앙은 이후 신대륙으로 건너가 콩키스타도르들 사이에서 똑같은 모습에 대상만 바뀐 인디오 처단자 성 야고보(Santiago Mataindios)란 형상으로 숭배받았다. 근대에 들어서, 특히 스페인 내전 당시 스페인의 극우파들은 빨갱이 처단자 성 야고보(Santiago Matarojos)로 이를 또 바꾸어 이용하려고도 했지만, 반프랑코 진영이 내세운 '프랑코측은 가톨릭 스페인을 수호하겠다고 레콩키스타를 운운하면서 정작 내전에는 북아프리카의 무어인 용병와 함께 싸운다!'라는 선전에 반박당하여 조용히 묻히게 되었다.

### 그럼에도 지울 수 없는 이슬람 문명의 영향

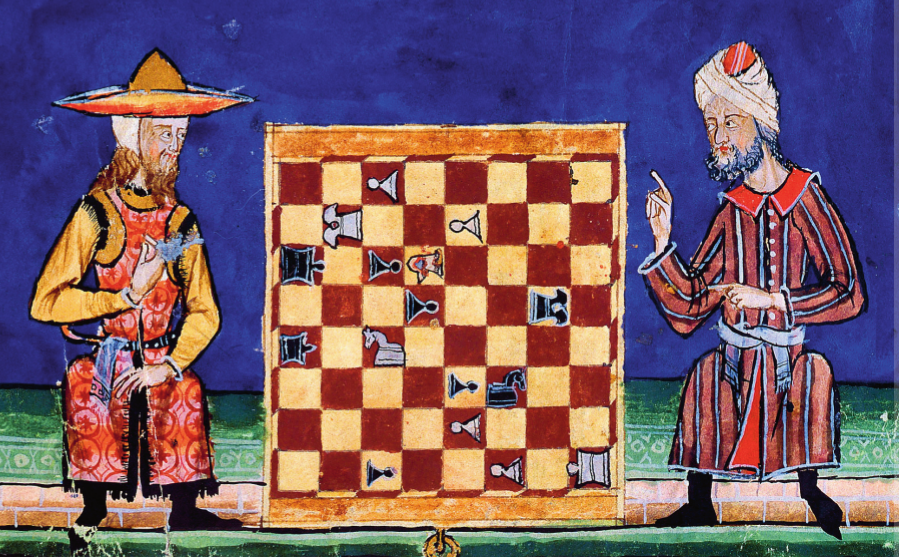
체스를 두는 유대인과 무슬림. 체스는 레콩키스타와 십자군 전쟁을 거치면서 이슬람권에서 유럽으로 전래된 대표적인 놀이 중 하나이다.

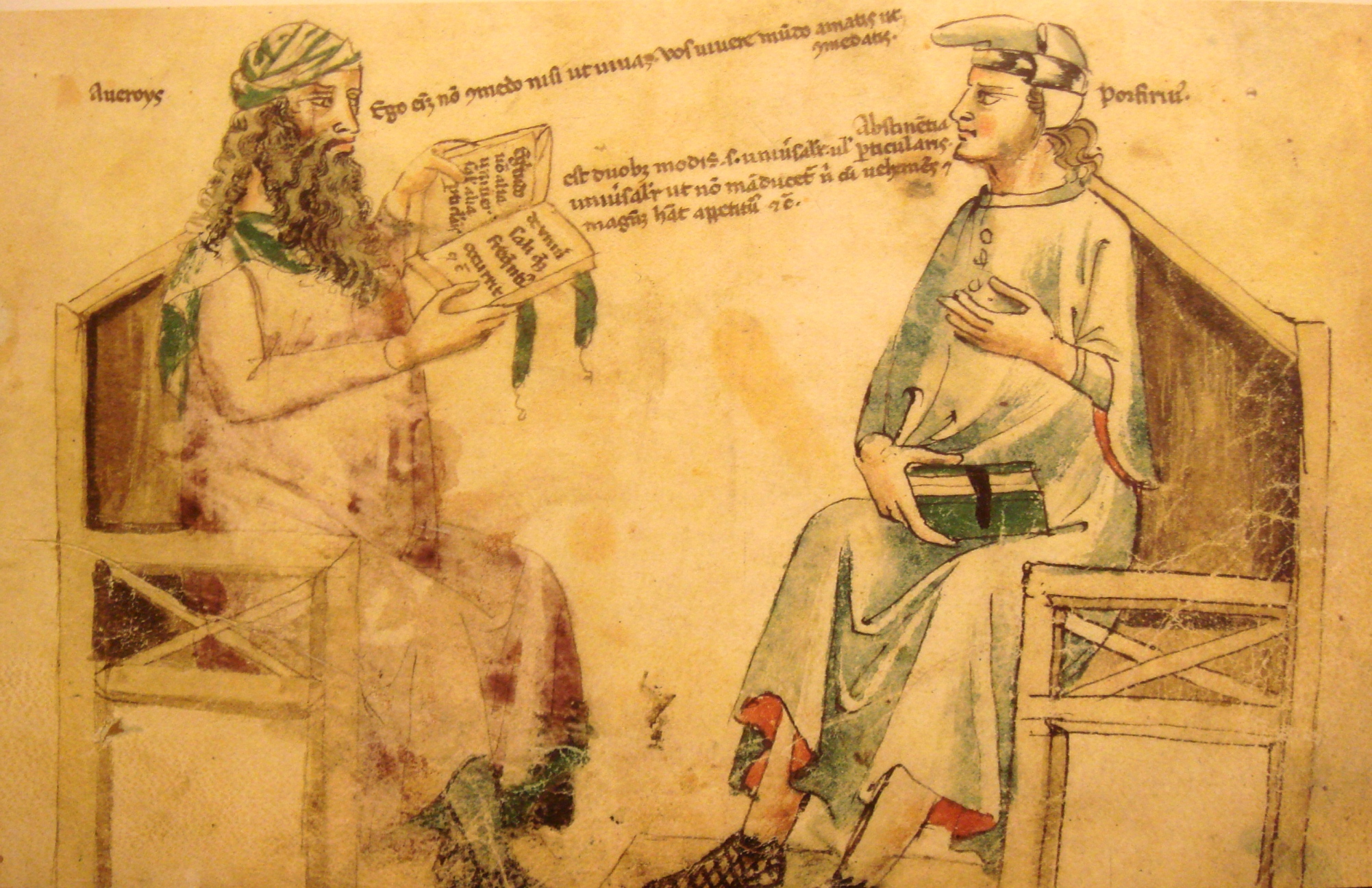
서유럽인 제자를 가르치는 이븐 루시드

당시 전성기를 구가하던 중세 초기의 이슬람, 그리고 그들과 같은 문화적 영향을 공유하던 알안달루스는 스페인과 포르투갈은 물론이고 더 나아가 당시의 서유럽 문명 근간에 영향을 주었다. 라파엘로 산치오가 그린 유명한 프레스코화 작품, <아테네 학당>에는 아리스토텔레스를 깊이 연구한 대학자이자 이 그림의 유일한 무슬림인 이븐 루시드(아베로에스)가 등장하기도 한다. 토마스 아퀴나스를 비롯한 많은 가톨릭 신학자들이 이븐 루시드가 재해석한 아리스토텔레스 철학을 공부하고 또 이를 반박하면서 중세 서양 철학을 다듬어 나갔으며 알안달루스의 수학과 천문학, 연금술, 의학 등은 중세 초기의 수많은 서유럽 지식인들이 공부했다. 이는 헬레니즘 문명을 통해 이어진 고대 그리스의 자연과학, 철학, 공학 등을 지정학적 입지와 이슬람이란 종교가 제공하는 넒고 다양한 문명, 사회 간 문화적인 일치감을 제공한 중세 이슬람 제국 쪽이 서로마 제국의 멸망 전후로 혼란을 겪은 서유럽권보다 상대적으로 잘 보존했기 때문이다.
현실이 이러하다보니, 아무리 이교도들의 학문이라도 당장 배우면 자신들에게 이득이 되는데 700년 넘게 공존하면서 아예 배우지 않을리는 없었다. 오늘날 전세계적으로 쓰고 있는 아라비아 숫자를 유럽에서 최초로 도입한 곳이 바로 레콩키스타 당시의 이베리아 반도였다. 물론 레콩키스타 이래 스페인에서 가톨릭 교조주의가 수백 년 동안 기승을 부리면서 아랍-이슬람 문화와 유대 문화의 영향을 최대한 배제하려고 했지만 당장 전통 민요, 춤, 음식, 농경, 미술 등 일상 사회 문화에 밀접하게 녹아든 이슬람 문화의 영향을 모조리 청산한다는 것은 불가능했고 오히려 그 청산을 주도한 정치적, 문화적 엘리트들도 이슬람 문명의 유산은 취사선택하는 이중적인 모습을 보였다. 당장 가톨릭 교권 민족주의의 전성기였던 15~17세기, 가톨릭 군주-압스부르고 왕조 시대 지어진 왕실과 대귀족의 궁전, 고위 성직자들의 주교궁들, 아예 관광 책자에 명함을 내밀만한 명소면 빠짐없이 이슬람 모스크에서 많이 보이는 기하학적 패턴(아라베스크)으로 장식된 천장들이 빠짐없이 나온다. 또한 유명한 플라멩코부터 카스티야, 아라곤 등 중부 고원 지방의 펄쩍 뛰면서 추는 전통 춤인 호타, 파에야 같은 유럽에서 흔치 않은 쌀 기반 요리까지 일상 민속 문화에도 아랍인들의 영향은 강하게 남아 있으며 그나마 이슬람의 지배를 거의 받은 적이 없는 칸타브리아 산맥 이북 바스크, 카탈루냐, 갈리시아 지방에서나 민속 문화가 별로 이슬람하고는 상관 없고 오히려 고대 켈트족의 영향력이 더 드러나는 편이다.
"피레네 산맥의 이남은 아프리카다."라는 말이 유행하면서 이베리아 반도에서의 아랍-이슬람 문화 잔재에 대한 청산이 가속화되었지만 그럼에도 스페인어에 남아 있는 아랍어 잔재를 완전히 제거하는 것은 불가능했다. 코르도바 토후국 시기에는 모사라베 상당수가 아랍어를 일상 공용어로 사용했으며, 심지어 기독교도 중에는 라틴어를 아예 몰라서 아랍어로 미사를 보는 경우도 있었다. 현대 스페인어에 남은 아랍어의 깊은 영향력은 16세기 고전소설인 《돈키호테》에도 등장하는데, 돈키호테가 산초 판사에게 "우리 말 중에서 alfombra(카펫), alcazar(왕궁), arroz(쌀), almohada(베개) 같이 al-로 시작하는 단어는 전부 아랍인들에게서 온 것이란다."라고 가르쳐 주는 대목이 있을 만큼 당대에도 널리 알려진 사실이었다. 사실 《돈키호테》 는 저자인 미겔 데 세르반테스가 특유의 메타픽션 구조로 집필하면서 중간의 '번역자'로 설정한 캐릭터가 아랍인일 만큼, 당시 정치적으로는 적대하는 관계였어도 문화적으로는 짙었던 이베리아 무슬림 문화의 영향 역시 깊게 다루고 있다.
심지어 오늘날의 스페인 중남부(카스티야-안달루시아) 사람들조차도 alcalde(시장님)이 다스리는 도시에서 tarifa(요금)을 내고 버스를 타며 almacén(가게)에 가서 almuerzo(점심)로 먹을 arroz(쌀)을 사고 건물주에게 alquiler(월세)를 내며, alcancía(저금통)에 돈을 넣어두고 alarife(건축기사)가 almoneda(경매)에서 낙찰받아 지은 alfombra(양탄자)가 깔린 alcoba(침실)에서 algodón(솜)을 누벼넣은 almohada(베개)를 베고 잔다. 아랍어를 아무리 없애려고 해도 일상에서 너무나 자주 쓰는 말들이기 때문에 없앨 수가 없었으며 간절한 기원을 나타내는 스페인어 문법사 ojalá(오할라)는 아예 원래 뜻 자체가 '알라이시여 제발!'이라는 뜻이다.

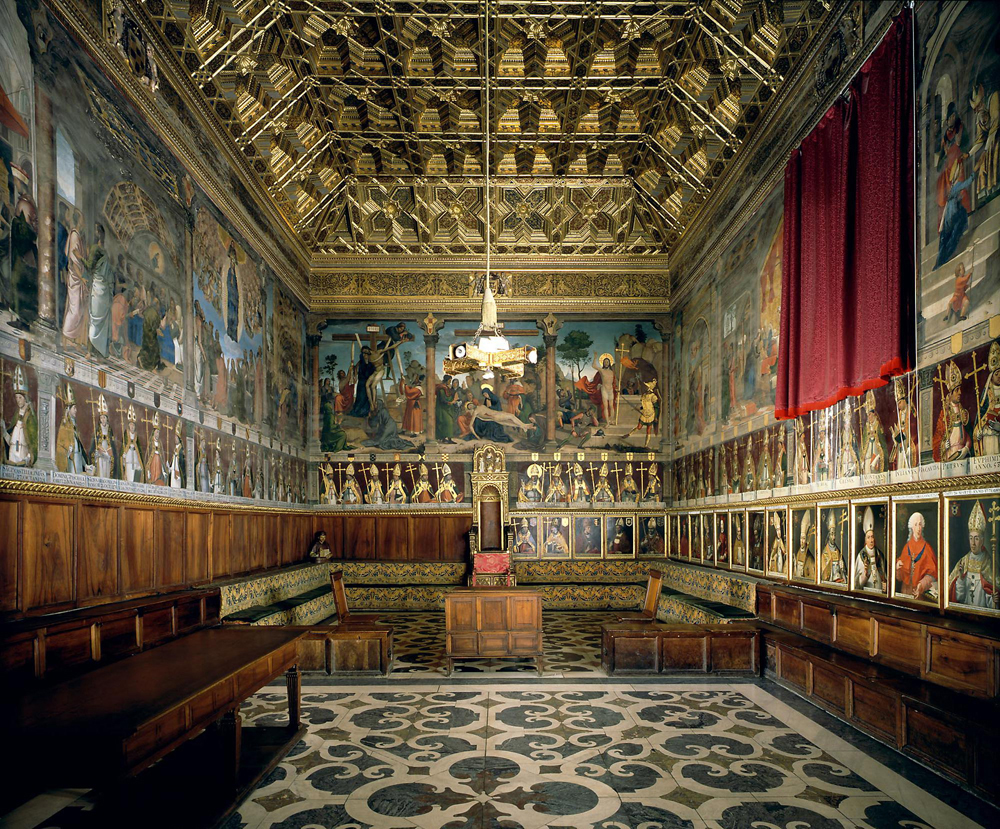
스페인 최고 수석 주교좌 성당인 톨레도 대성당 내부 모습. 대놓고 천장 장식이 이슬람식으로 되어 있는 것을 알 수 있다.

스페인에는 알 안달루스의 유명 이슬람 건축물의 건축 양식을 재해석한 알무데하르(Almudejar) 건축 양식이 있는데 19세기에 유행한 낭만주의 예술사조 때부터 나머지 유럽과는 다른 스페인만의 고유한 문화적 정체성을 강조하고 싶을 때마다 정부 기관에서 기차역, 일반 상업 빌딩까지 채택한 양식이다. 현대에 와서도 프랑코 정권 시절 국가 주도 관광 사업 프로그램의 구호처럼 '스페인은 나머지 유럽과 다르다!'는 점을 강조하고 싶을 때마다 코르도바의 메스키타, 네오무데하르 건축물을 들이민다. 다른 유럽인들이 스페인을 두고 '유럽도 아닌 아랍 종자'라고 무시하면 이에 화를 내면서 아랍인 살해자 형상의 성 야고보를 민족주의적 상징물로 숭상하면서도, 또 반대로 문화적인 면에서는 바로 '나머지 유럽과는 뭔가 다른 점'을 아랍 이슬람에게서 찾고 오히려 본인들이 적극 수용하고 내세우는 이중적이면서도 복잡미묘한 현대 스페인의 문화적 정체성과 자기 인식을 만든 것이 레콩키스타의 유산이라고 할 수 있을 것이다.

### 종교적 공존과 충돌 사이
중세 초기 스페인은 다양한 문화를 가지고 있었고, 한 국토 안에 서로 다른 문화가 공존하고 있었다는 점에서 다문화(多文化) 사회였다. 그러나 각 문화 간 통합은 별로 나타나지 않았다. 《코란》은 무슬림들에게 그리스도인과 유대인이 "성서의 민족들"(Peoples of the Book)이므로 관용을 베풀라고 명하고 있다. 그러나 실제로 그들의 관용은 제한된 것이었고 ㅡ 이슬람 지배하의 그리스도인들은 새 교회를 지을 수 없었고, 교회의 종을 울릴 수도 없었으며, 공적인 종교 행렬을 거행할 수도 없었다 ㅡ 때로는 완전히 무시되기도 했다. 1066년 그라나다에서 유대인 대학살이 벌어져 그곳의 유대인 공동체가 완전히 소멸되었다. 1126년에는 수천 명의 그리스도인들이 모로코에 노예로 팔려가기도 했다. 알안달루스의 아랍 문학작품에서는 유대인과 그리스도인들을 철저히 거부하는 태도를 엿볼 수 있다. 중세 이슬람 스페인이 오늘날 우리가 생각하고 있는 의미의 관용적인 사회였다는 주장은 근대시대 자유주의자들이 만들어낸 신화에 불과하다.
기독교도 지배하의 무데하르나 유대인들의 처지도 그와 비슷했다고 할 수 있다. 그들은 어떤 원칙 때문이 아니라 그들이 가지는 효용성 때문에 마지못해 관용되었다. 즉 그들은 기독교도들에게 유용한 존재인 한에서 관용되었던 것이다. 세비야는 이 점에서 좋은 예를 제공한다. 1248년 페르난도 3세의 "인종 청소"는 세비야를 순수한 기독교도들의 도시로 만들려는 의도하에 추진되었다. 그러나 수년 후에는 이교도들을 쫓아내고 기독교도 정주자로 그들을 대체하는 것이 불가능하다는 사실이 분명해지자, 무슬림과 유대인들의 거주가 다시 허용되었다.
...우리가 여기서 살펴보고 있는 전 시기를 통하여 지배 집단은, 그것이 이슬람 교도든 기독교도든 간에 지배적 존재가 되기 위해서, 혹은 그렇게 비치기 위해서 여러 가지 조치를 취했다고 생각하면 무리가 없을 것이다. 종교적, 문화적 소수 집단은 거기에서 그들이 특별한 재주를 가지고 있으면 그동안 관용되었으며, 그렇지 않으면 지배 집단의 확고한 통제에 예속되었다.— 레이몬드 카 외 지음, 《스페인사》 111~113p

기존 스페인의 카스티야 중심, 가톨릭 우월 교권 민족주의 (nacionalcatolicismo)가 20세기에 들어와 스페인의 자유주의자, 세속주의자, 지방 민족주의자들의 비판을 받으면서 가톨릭 군주의 치세 이후로 제국·왕정 시대 내내 이슬람-무어인과 관련된 모든건 나쁘고 비스페인적인 것으로 취급하던 경향은 심각한 도전을 받았다. 1948년에 프랑코 정권을 피해 망명해 있었던 역사학자 아메리코 카스트로가 《España en su historia》를 출판하면서 이슬람을 몰아낸 가톨릭 공동왕과 이후의 압스부르고 왕조 치하 근세를 종교적 폐쇄성과 광신으로 인해 실패한 체제라 비판하고, 반면 서로 전쟁은 해도 기독교권이나 이슬람권이나 공통적으로 자국 내의 이교도 공동체를 아예 절멸시키려는 전반적인 시도는 없었던 레콩키스타 시절의 중세를 세 종교(이슬람, 기독교, 유대교)가 평화롭게 공존하며 빛나는 문화적 발전을 이룩한 황금기로 재조명하는 사관이 한동안 유행했다. 이는 마르틴 루터로 인해 본격적으로 촉발된 종교개혁의 열풍에 맞서 매우 강경해진 가톨릭 수호-종교재판-이단심문을 특히 근세 스페인에서 주도하게 된 것에 대한 반동심리에서 기인하는 바가 컸다.
이런 가톨릭 유일주의로 점철된 근세 스페인을 부정하고, 중세적인 종교적 관용과 다양성을 낭만적으로 바라보던 사관도 스페인 사학계가 근대성 논쟁에서 한 발자국 물러나서 객관적으로 자국의 역사를 바라보는 사학적 실증주의의 영향을 받으면서 현대에 와서는 많이 퇴색되었다. 오늘날 중세 스페인 사회사에서 현역으로 활동하는 학자들의 현대적 공론은, 집요하게 가톨릭 유일신앙을 추구한 근세에 비해서는 확실히 중세 레콩키스타 시대가 더 종교적인 다양성이 있었지만, 이는 지극히 실리적인 이유에서 기반한 것이며 공동체 내 이교도의 존재를 '참고 견디는것'이지 타자에 대한 철학적·사상적 존중에 기반한 현대적 의미에서의 '관용'은 결코 아니었다. 또한 레콩키스타 자체가 약 7세기 반에 걸쳐서 이루어진 장기적인 군사 캠페인이었던 만큼 시대에 따라 타 종교에 대한 관용도는 조여졌다가 느슨해졌다가를 반복하였다. 출신 자체가 바로 우마이야 왕조의 지배층 가문이었던 코르도바 토후국(후우마이야 왕조)의 경우에는 비잔틴 제국의 문화적 영향력이 짙었던 시리아, 레반트에 근거지를 두고 있었던 만큼 이교도와의 문화적 교류와 공존에 익숙했지만, 반대로 발흥지가 당대 문명의 중심지로부터 멀리 떨어진 북아프리카 일대였던 무라비트 왕조, 무와히드 칼리파조 같은 베르베르계 국가들은 이념 자체가 종교적 원리주의, 순수주의를 구심점으로 한 이슬람 근본주의적 개혁운동으로 시작했으므로 타 종교인들에 대한 불관용이 더 심해졌다는 것이다.

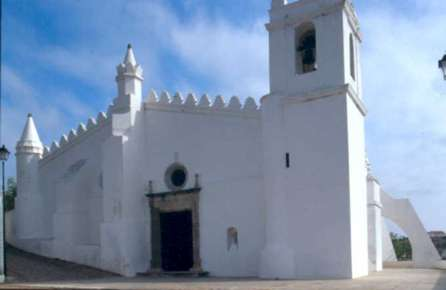
포르투갈 메르톨라에 있는 한 작은 교회. 오래된 모스크를 개조하여 만든 것이다.

현대 이베리아 반도 중세 사학계에서는 보통 흑사병을 이후로 기독교권의 이교도에 대한 불관용이 전례없이 강해지며, 이러한 기조가 르네상스 시절까지 유지되었고, 나머지 유럽 가톨릭 세계도 종교재판의 설립, 알비 십자군과 같은 기독교 내부의 이단 박멸 체계가 성립함에 따라 결국 1492년 <알람브라 칙령> 및 비개종 이교도 전면 추방, 이후 종교재판소를 통한 개종자 박해와 무어인 추방으로 정점을 맺게 되었다고 본다. 또한 근대의 자유주의자가 자기 시대에 대한 불만을 엉뚱하게 중세에 투영하여 만든 '관용적인 중세 이슬람, 비관용적인 중세 가톨릭'이라는 잘못된 이분법을 탈피하여, 스페인 민족주의도 아니고 가톨릭 근본주의도 아니며 순진한 무슬림 미화도 아닌 실증적인 설명을 내놓고 있다.
6세기 가량 이어진 이슬람의 이베리아 지배와 7세기 넘게 이어진 기독교의 레콩키스타 이후 스페인을 비교하여 "어느쪽이 더 나쁜가?"를 따지는 것은 역사학과는 매우 거리가 먼 질문이다. 수백년 동안 유지되어 내려온 체제에서는 강경한 순간들을 양쪽 어디에서든 얼마든지 취사선택할 수 있었으며 각각의 정치적, 상황적 이해관계에서 관용과 불관용은 얼마든지 뒤집힐 수 있었다. 더군다나 중세와 근대의 비교가 아닌 동시대 중세 스페인 안에서 기독교 지역과 이슬람 지역을 비교할 경우 이 점은 더 명백해진다. 중세 스페인에서 기독교 치하 무슬림과 이슬람 치하 기독교도의 처지는 비슷했으며, 양쪽은 모두 '원칙 때문이 아니라 상대의 효용성 때문에' 관용과 불관용 사이에서 줄타기를 했다.
또한 이때의 소위 '종교적 관용'이라는 것은 알안달루스라는 국명이 무색하게도 중세 이베리아 이슬람 특유의 오랜 지방세력 간 군웅할거와 합종연횡으로 인한 정치적 불안정, 즉 이슬람 세력 사이의 내분으로 인해 영내의 타종교인들에게 일관성 있는 종교탄압을 할 여력이 부족했던 결과였을 뿐, 결코 이들이 갑자기 자비심을 보이거나 뜬금없이 인권의식을 가지게 되면서 발현된 것은 아니었다.

### 인종적 교류

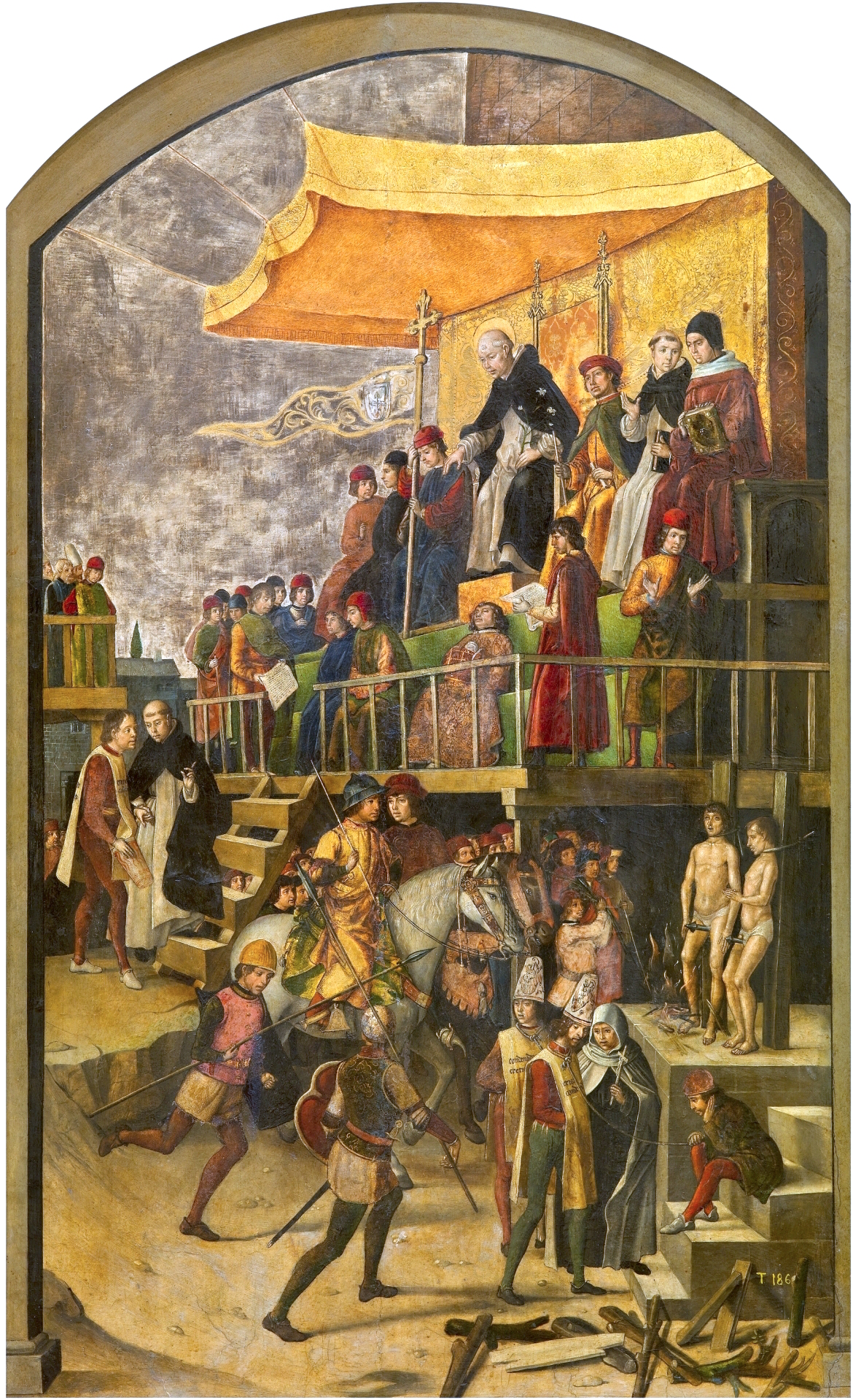
《아우토다페를 주재하는 성 도미니코》, 페드로 베루게테. 1495년작.

많은 발전과 후퇴로 인해 여러가지 사회적 유형이 생겨났다.
- 물라디: 아랍-베르베르 무슬림들이 도래한 이후 기독교에서 이슬람으로 개종한 알안달루스 치하의 이베리아 원주민.
- 모사라베: 알안달루스의 기독교도들. 그들 중 일부는 고난과 박해의 시기에 이베리아 반도 북쪽으로 이주하여 안달루시아인들로부터 배워온 음식, 농업, 과학 기술과 같은 선진 문화를 전파해주었다. 이들은 이슬람 치하에서도 옛 형태의 가톨릭 예배와 그들만의 라틴어 미사로 자신들의 신앙을 계속 실천해 나갔다.

- 새로운 기독교도: 기독교로 개종하는 유대인들을 콘베르소, 또는 경멸적인 표현으로 마라노스라고 불렀다. 유대인들은 자발적으로 개종하는 경우도 있었지만, 무력으로 강제 개종당하는 경우가 더 많았다. 한편 비밀리에 유대교를 계속 믿는 비밀유대교 신자도 있었다. 1492년 알람브라 칙령이 반포될 때 유대인들 모두가 스페인에서 추방되었고, 5년 뒤인 1497년에는 포르투갈에서도 추방되었다. 또한 유대인들은 스페인 및 포르투갈의 종교재판소에 기소당하여 억울하게 화형당하거나 공개적인 처벌을 받기도 하는 등 여러 수난을 당했다.

- 무데하르: 기독교 왕국 치하의 무슬림들.

- 모리스코: 기독교로 개종한 무슬림들. 하지만 그들 중 상당수는 비밀리에 이슬람을 계속 믿는 비밀 무슬림이었다. 모리스코는 아라곤 왕국의 가치있고 보호받는 성공된 숙련 장인부터 시작하여 카스티야의 빈곤한 소작농까지 다양했다. 이들은 유대인들과 마찬가지로 알람브라 칙령이 반포될 때 개종이냐 추방이냐를 선택해야 했다. 17세기 초, 스페인의 모리스코들은 또다시 모리스코 추방령이라는 고난을 한 차례 겪었다.

- 스파라딤: 스페인의 유대인들. 이베리아 반도 정복 과정에서 많은 아랍인~베르베르인 전사들이 이 지역에 들어왔고, 나중에 이슬람 영주들이 자신과 기독교도들 사이에 중간 관리직을 맡길 사람들을 모색한 결과 유대인들이 이 지역에 대거 정착하게 되었다. 다른 유대인들과 구분하기 위해 이러한 이름이 붙었다.

- 사깔라바: 슬라브계 노예 병사들. 이슬람 노예 무역을 통해 적지 않은 수의 슬라브인들이 후궁이나 환관으로서 이베리아 반도에 유입되었는데, 개중에서도 맘루크로 복무하고 있던 이들은 코르도바 토후국이 몰락하자 각지에서 할거, 군벌화되어 독자적인 타이파 국가를 건설하기도 했다.

## 현재

### 스페인과 포르투갈의 축제

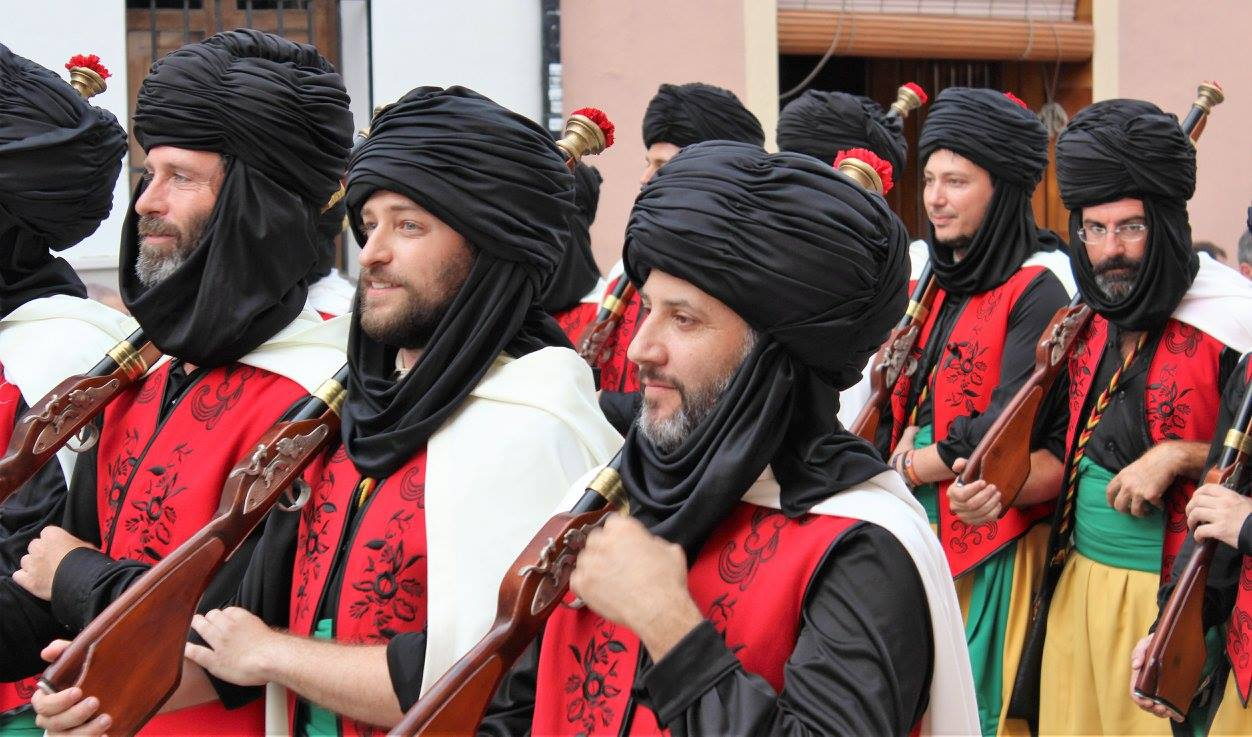
알리칸테 페고에서 열리는 모로스 이 크리스티아노스 축제, 2016년

'무어와 기독교인'을 뜻하는 이름의 모로스 이 크리스티아노스는 특히 발렌시아주 중남부의 마을에서 정교한 복장 및 하늘을 수놓는 불꽃놀이, 그리고 화려한 퍼레이드가 열리는 오늘날 스페인의 축제 중 하나이다. 사람들은 무슬림인 무어인들의 옷을 입고 기독교인들과 싸우는 흉내를 내면서 행하는 축제를 즐긴다. (카탈루냐어로는 '모로 이 크리스티안moros i cristians', 포르투갈어로는 '무로스 에 크리스탕mouros e cristãos', 갈리시아어로는 '무로스 에 크리스티안mouros e cristiáns'라고도 불린다.) 참고로 동명의 쿠바 음식도 있다.

### 장기적인 관점에서
2016년의 연구에 따르면, 기독교 국경이 얼마나 빠르게 확장되었는지에 대한 이른바 '재정복 비율'은 오늘날까지 스페인 경제에 지속적인 영향을 미치고 있다고 보고되었다. 초기의 군사 정복 단계를 거치면서 기독교 왕국들은 그들이 정복한 영토를 통합했다. 대규모의 변경 지역이 한꺼번에 정복되었을때, 그 토지는 대부분 귀족과 장군들에게 주어져 국가의 발전에 그리 좋은 영향을 주지 못했다. 반면에 소규모 지역의 정복은 일반적으로 개별 정착민들의 유입과 그 지역의 발전을 촉진시켰으며 또한 왕실의 지원을 받을 가능성이 더 높아졌다. 그 결과 토지의 공평한 분배와 더 큰 사회적 평등이 이루어졌고 스페인이라는 국가의 발전에 장기적인 개발에 보다 더 긍정적인 영향을 미쳤다.

### 스페인 극우

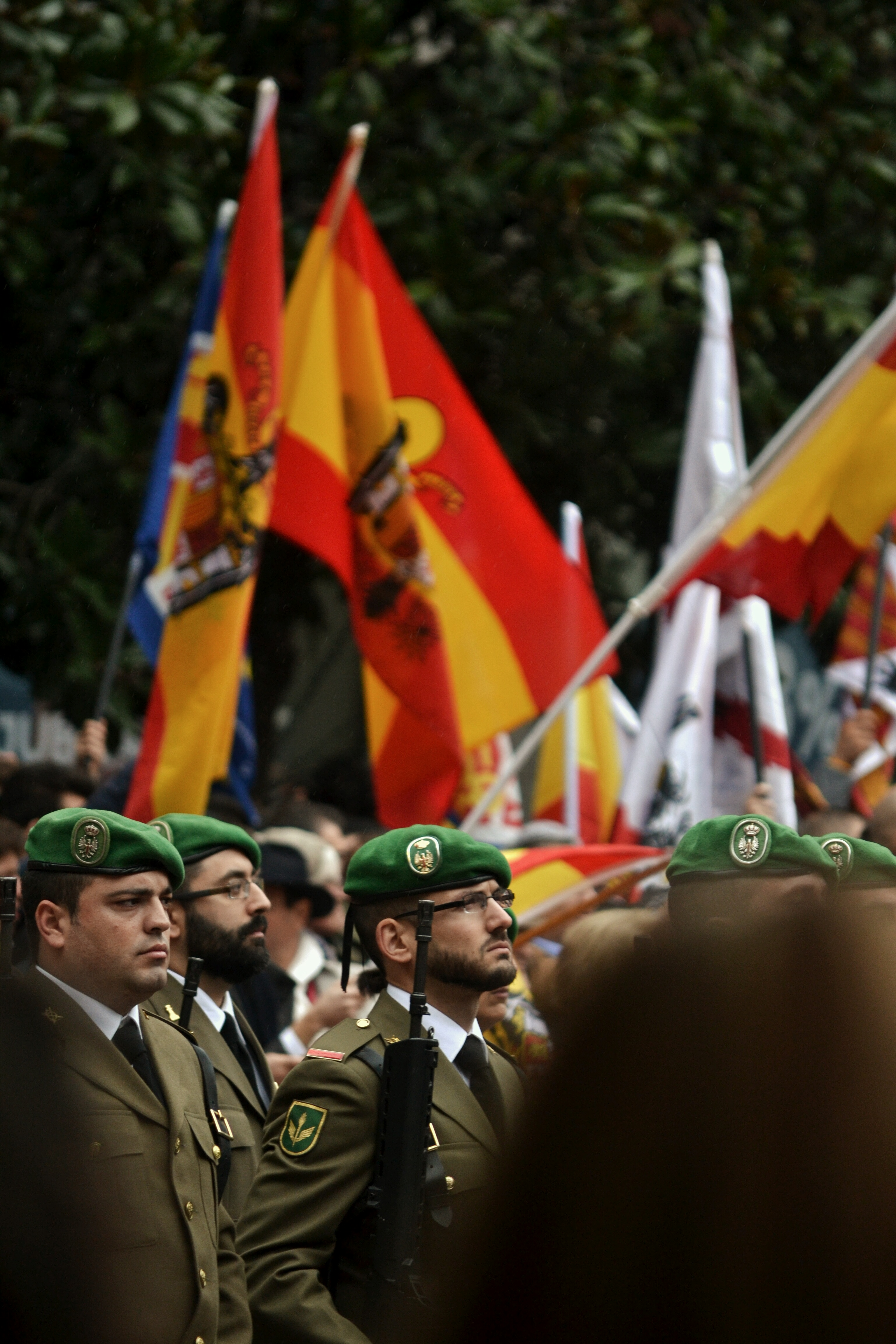
그라나다에서 프랑코 정권 깃발을 흔들고 있는 극우들의 군대 퍼레이드, 2016년 1월 2일.

십자군과 함께 '레콩키스타'의 이데올로기 및 그 의의는 스페인, 포르투갈 현대 정치의 극우파들의 핵심이며, 더 넓게 본다면 유럽 전역 극우들의 이념을 형성하는 근거이기도 하다. 또한 이슬람 제노포비아를 널리 퍼뜨리고자 하는 21세기 온라인 극우 단체들은 종종 레콩키스타 및 십자군 전쟁에 대한 언급을 인터넷 밈으로 표현한다. 이는 프랑스와 이탈리아의 정체성주의 단체들 역시 주요 이념으로 사용하고 있다.
1월 2일 그라나다에서 술탄 보압딜이 항복한 것을 기념하는 연례 행사는 프랑코 정권 초기에서부터 시작되었으며 1975년 독재자 프란시스코 프랑코가 사망한 이후에는 현저하게 스페인 민족주의적인 성격을 띠게 되었다. 이는 극우 단체들의 야외 집회나 소요 사태 등을 촉진하고 정치적 요구를 보다 폭력적이고 극단적인 방법으로 표명하도록 하는 데 사용되기도 했다. 스페인 외인부대는 여기에 참여하여 보통 "엘 노비오 데 라 무에르테El novio de la muerte (죽음의 남자친구)"를 노래하며 거리를 행진한다. 극우파들은 상술한 1월 2일, 또는 2월 2일, 아니면 관련 자체 단체(안달루시아/무르시아)의 지역 축제날에 등장하여 레콩키스타 역사상의 날짜를 주장하면서 문화 전쟁을 벌이기도 했다.

## 같이 보기
- 우마이야 왕조의 히스파니아 정복

### 설명주
1. ↑  국가별 명칭은 다음과 같다.
  - 한국어: 레콩키스타, 레콘키스타, 국토 회복 운동(전쟁), 국토 수복 운동(전쟁), 재정복 전쟁
  - 일본어: レコンキスタ 레콘키스타[*]
  - 중국어: 收复失地运动 shōufùshīdìyùndòng (소푸쉬디윤동 [수복실지운동])[*]
  - 스페인어: Reconquista 레콩키스타[*]
  - 포르투갈어: Reconquista 헤콩키스타[*]
  - 영어: reconquest 리칸퀘스트[*], 다만 스페인어 명칭을 따라 Reconquista (리콩키스타/리콘키스타)로 사용하는 것이 더 일반적이다.
2. ↑  대체로 같은 방식으로 철자가 쓰여졌지만, 발음은 이베리아 반도와 그 인근에서 사용되는 언어들에 따라 다르다. 종류대로 나열하면 다음과 같다.
  - 아스투리아스레온어, 갈리시아어, 스페인어: Reconquista [rekoŋˈkista] (레콩키스타)
  - 포르투갈어: Reconquista [ʁɨkõˈkiʃtɐ] (헤콩키스타)[1]
  - 카탈루냐어: Reconquesta [rəkuŋˈkestə] ~ [rekoŋˈkesta] (레콘케스타),
또는 구어체로 Reconquista [rəkuŋˈkistə] ~ [rekoŋˈkista] (레콘키스타)라고도 한다.
  - 바스크어: Errekonkista [erekoŋkis̺ta] (에라콘키스타)
  - 아라곤어: Reconquiesta [rekoŋˈkjesta] (레콘키에스타)
  - 아란 방언, 가스코뉴 방언: Reconquèsta [rekuŋˈkɛstala] (레콘퀘스타),
 또는 Reconquista [rekuŋˈkistɔ] (레콘키스타)
  - 프랑스어: Reconquête [ʁə.kɔ̃.kɛt] (르콩께트),[2] 
일반적인 명칭으로 Reconquista (레콘키스타)도 있다.
3. ↑  가끔씩 알안달루스 재정복이라는 용어도 범용되었는데, 이는 아랍어로 레콩키스타를 가리키는 "알 이스티르다드(아랍어: الاسترداد al-Istirdad[*], '수복', '회복')에서 유래한 것이다. 더 빈번하게 사용되는 용어로는 "수쿠트 알안달루스(아랍어: سقوط الأندلس suqut al-Andalus[*]), 즉 '알안달루스의 몰락'이 있다.[3][4]
4. ↑  기독교 측에서는 이베리아 반도의 무슬림을 흔히 무어인이라 불렀다.
5. ↑  무라비트 왕조가 무와히드 칼리파조에게 공격을 받으면서 이베리아 반도의 이슬람 세력이 한 차례 쇠퇴기를 맞은 경우가 대표적이다.
6. ↑  하지만 실제로 프랑크군이 맞서 싸운것은 이슬람이 아니라 같은 기독교도인 바스크인이었다. 적군이 이슬람을 신봉하는 무어인이라는 주장은 후대에 종교적인 적대감을 증폭시키기 위해서 허구로 만들어 낸 것이다.
7. ↑  1934년 아스투리아스 혁명 진압 및 스페인 내전 당시, 프랑코가 모로코 식민지병(하술할 아프리카 군단)을 이끌고 와서 공포 정치를 편 적이 있다. 이때 공화파에서 "왜 국민파는 좌파 및 공산주의에 대해 레콩키스타를 주장하면서 스페인의 정화를 운운하는 주제에, 스페인 노동자들을 죽일 때는 왜 바로 그 무어인들을 끌고오는가?"라고 따지자 국민파 쪽에서 변명이라고 꺼낸 것이 좌파는 생물학적으로 스페인인이 아니라는 것이었다. 프랑코는 나치식 인종주의를 어설프게나마 받아들여 이를 자신의 악행을 정당화하는데 레콩키스타와 함께 열심히 써먹었다.
8. ↑  이베리아 반도는 국토 대부분이 고원 지대였기 때문에 전문적으로 기병을 갖추기에는 어려운 환경이었다. 또한 대부분의 상황에서 해군의 육성은 안정적으로 국경을 방어할 규모의 육군이 갖춰진 다음에야 이루어지는데, 당시 여러 외적과의 전쟁과 내전으로 국력의 소모가 심했던 서고트 왕국은 해군까지 육성할 여력이 없었다. 반면 베르베르인들의 본거지인 북아프리카(누미디아)는 옛 로마 시대부터 이름 높은 말의 산지였으며, 심지어 해적을 기반으로 한 해군 전력 역시 꽤 막강했다. 이는 로마 제국 치하에서 곡창 지대로 탈바꿈했던 북아프리카를 점령한 베르베르인들과 아랍인들이 11세기 이전까지는 관개 수로를 잘 사용하지 못해 농업 기반이 열악했기 때문이었다. 그들은 살아남기 위해서라도 바다로 나가야만 했는데, 훗날의 바르바리 해적 역시 이와 같은 맥락에서 등장했다.
9. ↑  다만 테오데미르의 팜플로나는 이슬람에게 복속하는 대가로 일종의 자치령이 되었다.[45]
10. ↑  우마이야 칼리파가 토후국의 수장(아미르)를 겸했다.
11. ↑  게다가 아랍인 귀족들은 상대적으로 풍요롭고 온화한 스페인 중남부의 영토를 차지하고, 습하고 험한데다가 기독교와의 최전선인 갈리시아 등 북부 지방의 영토만 베르베르 귀족들에게 넘겨주기까지 했다.
12. ↑  코르도바 토후국의 영토는 줄었지만 이베리아 내 이슬람 전체의 영토는 오히려 늘어났다.
13. ↑  팜플로나 왕국에게서 카스티야 왕국, 아라곤 왕국, 나바라 왕국이 떨어져 나왔다.
14. ↑  그들은 무라비트 왕조의 알안달루스 개입과 함께 자신들에게 오는 위협을 알고는 있었지만, 그래도 자신들이 할 수 있는 선택 중에서는 가장 최선이었다고 여겼던 듯 하다. 알 무타미드는 '돼지의 무리가 되는 것보다는 낙타의 목초지가 되는 것이 낫다'고 말했다고 하는데, 이는 기독교도들의 봉신이 되는 것보다 또다른 무슬림 통치자에게 복종하는 것이 낫다는 것을 의미한다.[47][48]
15. ↑  영화 《엘 시드 (El Cid)》에서도 시작부터 유수프가 타이파의 지도자들을 불러 모으고는 이를 크게 질타하는 장면이 있다.
16. ↑  이때 맘루크의 술탄은 카이트베이였는데, 오스만과의 전쟁을 위해 아라곤 왕국의 지원을 받고 있었기 때문에 그라나다의 구원 요청을 거절할 수밖에 없었다. 그게 아니더라도 한창 팽창해나가는 오스만에 집중하기도 바쁜 상황이었다.
17. ↑  대부분은 부유한 귀족이었지만 10세기 이후에는 평민 기사들도 기병대에 동원되었다.
18. ↑  랜스는 11세기가 되어서야 이베리아 반도에 도입되었다.
19. ↑  8~9세기에 바이킹의 영향을 받았다.
20. ↑  하지만 그는 무라비트 왕조뿐만 아니라 같은 기독교였던 아라곤 왕국에게 대항하여 바누 후드 및 여타 타이파 통치자들과 긴밀한 협력 관계를 맺기도 했다. (특히 사라고사)[66] 다만 이것을 비난해야 한다는 것은 아니다. 애초에 현실정치를 추구하던 시대니 어쩌면 이러한 행동이 옳은 것일수도 있는 것이다.
21. ↑  산책하던 중 낙마사고로 사망했다.
22. ↑  미겔 데 라 파스. '데 라 파스'(de la Paz)는 '평화의'라는 의미로 아래에서 나오는 대로 평화왕 미겔이라는 의미이다.
23. ↑  1578년 포르투갈 왕 세바스티앙이 24세의 젊은 나이에 모로코와의 전쟁 도중 전사하면서 세바스티앙의 종조부였던 엔히크가 왕위에 올랐으나 이 사람은 본래 추기경의 신분이었는지라 결혼해 자식이 있을 리가 없었고 즉위했을 때 이미 노인이었기 때문에 즉위 2년 만에 승하했다.
24. ↑  의외로 통일 프랑크 제국 시절까지는 서로마 문명의 유산이 꽤 잘 계승되어있었으나, 카롤링거 왕조의 단절 및 프랑크 제국의 정치적 분열과 노르만족의 준동으로 인한 그리스계 남이탈리아 상업도시권의 파괴는 서유럽을 강력하게 봉건중세화시켜버렸다. 북이탈리아의 도시국가 문명이 중세화를 극복하고 해양무역을 통해 번영하기는 했지만 르네상스 이전까지 유럽권 기독교 문명 전체의 평균치를 끌어올리기에는 매우 역부족이었다(물론 근세의 서양인들이 자신들의 중세를 이른바 암흑시대로 폄훼하면서, 서로마 제국이 멸망하고 나서부터 서유럽 전체가 미개의 상태로 빠져들었다고 주장한 것은 헛소리인 것이 당연하다).
25. ↑  이 아랍인 등장인물의 이름인 "시데 아메테"는 아랍어로 Sayyid Hamid/Ahmed, 즉 '아흐메드 나리'의 스페인어식 호칭이고, 성인 Benengeli는 아랍어로 ابن الأيل(Ibn al-ayyil), 즉 '사슴의 자손'이란 뜻인데, 이것은 세르반테스(Cervantes)라는 이름 자체가 ciervo(사슴)와 철자가 비슷한 걸 이용해 작명한 패러디 이름이다. 즉 아랍인 시데 아메테 베네헬리는 세르반테스 본인이다.

### 인용주
1. ↑  네이버 포르투갈어 사전 Reconquista
2. ↑  네이버 프랑스어 사전 reconquête
3. ↑  Kabha, M. (2023). “The Fall of Al-Andalus and the Evolution of its Memory in Modern Arab-Muslim Historiography”. 《The Maghreb Review》 48 (3): 289–303. doi:10.1353/tmr.2023.a901468. S2CID 259503095.
4. ↑  Al-Mallah, M. (2019). “The Afterlife of Al-Andalus: Muslim Iberia in Contemporary Arab and Hispanic Narratives”. 《Comparative Literature Studies》 56 (1): e–22. doi:10.5325/complitstudies.56.1.e-22. S2CID 239092774.
5. ↑  "parias." Diccionario de la Lengua Española, 22nd ed. (online).
6. ↑  According to Catlos, 83, Arabic authors referred to the parias as a jizya, the equivalent of the Islamic head tax on non-believers.
7. ↑  Fletcher, 7–8.
8. ↑  Reilly, 9.
9. ↑  Mary Elizabeth Perry (2012). 〈8: Morisco Stories and the Complexities of Resistance and Assimilation〉.   Kevin Ingram. 《The Conversos and Moriscos in Late Medieval Spain and Beyond: Volume Two: The Morisco Issue》. Brill. 167쪽. ISBN 978-90-04-22860-3.
10. ↑  Dadson, Trevor J. (2014). 《Tolerance and Coexistence in Early Modern Spain: Old Christians and Moriscos in the Campo de Calatrava》. Boydell & Brewer Ltd. 101쪽. ISBN 978-1855662735.
11. ↑  Boase, Roger (2002년 4월 4일). “The Muslim Expulsion from Spain”. 《History Today》 52 (4). The majority of those permanently expelled settling in the Maghreb or Barbary Coast, especially in Oran, Tunis, Tlemcen, Tetuán, Rabat and Salé. Many travelled overland to France, but after the assassination of Henry of Navarre by Ravaillac in May 1610, they were forced to emigrate to Italy, Sicily or Constantinople.
12. ↑  “Islamic Encounters”. 《www.brown.edu》. Brown University. 2024년 7월 13일에 원본 문서에서 보존된 문서. 2023년 5월 25일에 확인함. Between 1492 and 1610, some 3,000,000 Muslims voluntarily left or were expelled from Spain, resettling in North Africa.
13. ↑  “La reconquista es un mito”. 《Diario de Burgos》 (스페인어). 2013년 11월 2일. 2019년 9월 25일에 원본 문서에서 보존된 문서. 2019년 9월 13일에 확인함.
14. ↑  Ríos Saloma, Martín. La Reconquista: génesis de un mito historiográfico (PDF) (보고서). Instituto de Investigaciones Históricas/UNAM Departamento de Historia México. 2016년 3월 4일에 원본 문서 (PDF)에서 보존된 문서.
15. ↑  Sanjuán, Alejandro García. "Al-Andalus en la historiografía del nacionalismo españolista (siglos xix–xxi). Entre la Reconquista y la España musulmana." A 1300 Años de la conquista de Al-Andalus (711–2011) (2012): 65.
16. 1 2  García Fitz 2009, 144–145쪽 "Hay que reconocer que la irrupción de este concepto en la historiografía hispánica del siglo XIX, con su fuerte carga nacionalista, romántica y, en ocasiones, colonialista, tuvo un éxito notable y se transmitió, manteniendo algunos de sus rasgos identitarios más llamativos, a la del siglo XX. [It is necessary to recognize that the emergence of this concept in Iberian historiography of the 19th century, with its strong dual nationalistic, romantic and, at times, colonialist emphasis, had a remarkable success and was transmitted, retaining some of its most striking features, into the 20th century.]"
17. ↑  Silva 2020, 57–65쪽.
18. ↑  Paone, Antony; Thomas, Leigh (2021년 12월 6일). “Far-right French presidential hopeful promises 'reconquest' at rally”. 《Reuters》 (영어). 2022년 6월 22일에 확인함.
19. ↑  García Fitz 2009, 144–145쪽.
20. 1 2 3 4 5 6  McKitterick, Rosamond; Collins, R. (1990). 《The New Cambridge Medieval. History 1》. Cambridge University Press. 289쪽. ISBN 978-0521362924. 2012년 7월 26일에 확인함. By the later ninth century some of the distinctive ideology of the later 'Reconquista' had come into being. Christian writers, such as the anonymous author of the so-called 'Prophetic Chronicle' of 883/4, could look forward to the expulsion of the Arabs from Spain, and a sense of both an ethnic and a religious-cultural divide between the inhabitants of the small northern kingdoms and the dominant elite in the south was marked in the writings of both sides. On the other hand, it is unwise to be too linear in the approach to the origins of the 'Reconquista', as tended to be the way with Spanish historiography in the earlier part of the twentieth century. Periods of peaceful co-existence or of limited and localised frontier disturbances were more frequent than ones of all-out military conflict between al-Andalus and the Christian kingdoms. As has been mentioned, the former never made any serious effort to eliminate the latter. Moreover, as in the case of relations between the Arista dynasty in Pamplona and the Banü Qasi, the mutual interest could be a stronger bond than ideological divisions based on antagonistic creeds. These tendencies were, if anything, to be reinforced in the tenth century.
21. ↑  Alfonso X, Rey de Castilla (1283). “Libro del axedrez, dados e tablas [Folio 64R (croppped)]”. 《rbdigital.realbiblioteca.es》. Real Biblioteca del Monasterio de San Lorenzo de El Escorial. 2021년 11월 23일에 원본 문서에서 보존된 문서. 2022년 6월 24일에 확인함.
22. 1 2 3  Keefe, Eugene K. (1976). 《Area Handbook for Spain》. Washington, D.C.: U.S. Government Printing Office. 105쪽. ISBN 978-0160015670. 2022년 4월 7일에 확인함.
23. ↑  Menocal, Maria Rosa (2009). 《The Ornament of the World: How Muslims, Jews, and Christians Created a Culture of Tolerance in Medieval Spain》. Little, Brown. 214, 223쪽. ISBN 978-0-316-09279-1. (see Golden age of Jewish culture in Spain).
24. ↑  Fernández-Morera, Darío (2016). 《The Myth of the Andalusian Paradise》 (영어). Open Road Media. 50쪽. ISBN 978-1-5040-3469-2.
25. 1 2 3  O'Callaghan, Joseph F. (2013). 《Reconquest and Crusade in Medieval Spain》. University of Pennsylvania Press. 18–19쪽. ISBN 978-0-8122-0306-6.
26. 1 2  Black, Jeremy; Brewer, Paul; Shaw, Anthony; Chandler, Malcolm; Cheshire, Gerard; Cranfield, Ingrid; Ralph Lewis, Brenda; Sutherland, Joe; Vint, Robert (2003). 《World History》. Bath, Somerset: Parragon Books. 55쪽. ISBN 0-75258-227-5.
27. ↑  Kinoshita, Sharon (Winter 2001). “'Pagans are wrong and Christians are right': Alterity, Gender, and Nation in the Chanson de Roland”. 《Journal of Medieval and Early Modern Studies》 31 (1): 79–111. doi:10.1215/10829636-31-1-79. S2CID 143132248.
28. ↑  DiVanna, Isabel N. (2010). “Politicizing national literature: the scholarly debate around La Chanson de Roland in the nineteenth century”. 《Historical Research》 84 (223): 109–134. doi:10.1111/j.1468-2281.2009.00540.x.
29. ↑  Lucken, Christopher (2019년 4월 16일),  Bähler, Ursula; Cangemi, Valérie; Corbellari, Alain, 편집., “Actualité de la Chanson de Roland: Une épopée populaire au programme d'agrégation”, 《Le savant dans les Lettres》, Interférences (Rennes: Presses universitaires de Rennes), 93–106쪽, ISBN 978-2-7535-5783-3, 2022년 11월 18일에 확인함
30. ↑  García Fitz 2009, 152쪽.
31. 1 2  Alejandro García Sanjuán (2018년 12월 5일). “Vox, la Reconquista y la salvación de España”. 《eldiario.es》 (스페인어). 2019년 2월 16일에 원본 문서에서 보존된 문서. 2019년 2월 15일에 확인함.
32. ↑  García Sanjuán, Alejandro (2016). “La persistencia del discurso nacionalcatólico sobre el Medievo peninsular en la historiografía española actual”. 《Historiografías》 (Zaragoza: Prensas de la Universidad de Zaragoza) 12 (12): 133. doi:10.26754/ojs_historiografias/hrht.2016122367. ISSN 2174-4289.
33. 1 2  García Fitz 2009, 146–147쪽.
34. ↑  “¿Por qué Vox rescata ahora el viejo concepto de 'Reconquista'?”. 《www.publico.es》. 2019년 1월 15일. 2019년 2월 16일에 원본 문서에서 보존된 문서. 2019년 2월 15일에 확인함.
35. ↑  “Casado, tras apelar Vox a la Reconquista: El PP ha empezado la reconquista por Andalucía y la acabará en Asturias”. Europa Press. 2019년 1월 11일. 2019년 2월 16일에 원본 문서에서 보존된 문서. 2019년 2월 15일에 확인함.
36. ↑  Bravo, Francisca (2019년 1월 31일). “Vox designa a Toledo como el punto donde comenzar la 'reconquista' del centro de España”. 《eldiario.es》 (스페인어). 2019년 2월 16일에 원본 문서에서 보존된 문서. 2019년 2월 15일에 확인함.
37. ↑  “Casado promete una 'reconquista' para que 'caiga el engaño independentista'”. 《ElNacional.cat》. 2018년 7월 21일. 2019년 2월 16일에 원본 문서에서 보존된 문서. 2019년 2월 15일에 확인함.
38. ↑  Bolorinos Allard, Elisabeth. "The Crescent and the Dagger: Representations of the Moorish Other during the Spanish Civil War." Bulletin of Spanish Studies 93, no. 6 (2016): 965–988.
39. ↑  Purkis, William J. (2010). 《Eleventh- and Twelfth-Century Perspectives on State Building in the Iberian Peninsula》 (PDF). University of Birmingham. 57–58쪽. 2017년 10월 16일에 원본 문서 (PDF)에서 보존된 문서. 2017년 10월 15일에 확인함.
40. ↑  Eugènia de Pagès, "La 'Reconquista', allò que mai no va existir", La Lamentable, 11 July 2014, lamentable.org 보관됨 28 8월 2017 - 웨이백 머신
41. ↑  Martín M. Ríos Saloma, "La Reconquista. Génesis de un mito historiográfico", Historia y Grafía, 30, 2008, pp. 191–216, redalyc.org 보관됨 4 3월 2016 - 웨이백 머신, Retrieved 12 October 2014.
42. ↑  "Yo no entiendo cómo se puede llamar reconquista a una cosa que dura ocho siglos" ("I don't understand how something that lasted eight centuries can be called a reconquest"), in España invertebrada. Quoted by De Pagès, E. 11 July 2014.
43. ↑  Horswell, Mike; Awan, Akil N. (2019). 《The Crusades in the Modern World: Engaging the Crusades, Volume Two》 (영어). Routledge. ISBN 978-1-351-25046-7.
44. ↑  Nick (2022년 11월 10일). “Battle of Guadalete: 2 Reasons It Changed History”. 《The History Ace》 (미국 영어). 2023년 6월 16일에 확인함.
45. ↑  Collins 1989, 38–45쪽.
46. ↑  전국역사교사모임, 살아있는 세계사교과서1, 휴머니스트, 2007, 98쪽, ISBN 89-5862-070-6
47. ↑  Kennedy 1996, 162쪽.
48. ↑  Bennison 2016, 43쪽.
49. ↑  Arrighi, Giovanni (2010). 《The Long Twentieth Century》. Verso. 120쪽. ISBN 978-1-84467-304-9.
50. ↑  Catlos 2018, 337쪽.
51. ↑  Kennedy 1996, 277–278쪽.
52. ↑  Kennedy 1996, 277쪽.
53. ↑  Harvey 1990, 14–15쪽.
54. ↑  Tellier, L.N. (2009). 《Urban World History: An Economic and Geographical Perspective》. Presses de l'Universite du Quebec. 260쪽. ISBN 9782760522091.
55. ↑  Meyer, M. C.; Beezley, W. H. (2000). 《The Oxford History of Mexico》. Oxford University Press, US. 31쪽. ISBN 978-0-19-511228-3.
56. ↑  Kennedy 1996, 291쪽.
57. ↑  Catlos 2018, 357–359쪽.
58. ↑  Catlos 2018, 354쪽.
59. 1 2  Bradbury 2004, 314쪽.
60. ↑  García Fitz 2009, 146쪽 "Queda claro, pues, que el concepto de Reconquista, tal como surgió en el siglo XIX y se consolidó en la historiografía de la primera mitad del XX, se convirtió en uno de los principales mitos originarios alumbrados por el nacionalismo español. [It is clear, then, that the concept of Reconquista, as it emerged in the 19th century and was consolidated in the historiography of the first half of the 20th, became one of the principal origin myths illuminated by Spanish nationalism.]"
61. ↑  Federico., Ríos Saloma, Martín (2011). 《La reconquista: una construcción historiográfica: siglos XVI–XIX》. Marcial Pons Historia. 26쪽. ISBN 978-84-92820-47-4. OCLC 800884696.
62. ↑  Escalona, Julio; Viso, Iñaki Martín (2020). 〈The Life and Death of an Historiographical Folly: The Early Medieval Depopulation and Repopulation of the Duero Basin〉.   Barton, Simon; Portass, Robert. 《Beyond the Reconquista: New Directions in the History of Medieval Iberia (711–1085)》. Brill. 21쪽. ISBN 978-9004423879.
63. 1 2  García Sanjuán, Alejandro (2020). “Weaponizing Historical Knowledge: the Notion of Reconquista in Spanish Nationalism”. doi:10.21001/itma.2020.14.04. hdl:10272/19498. ISSN 1888-3931. S2CID 226491379.
64. ↑  Querol, Ricardo de (2020년 2월 28일). “There was no Reconquest. No military campaign lasts eight centuries'”. 《El País English Edition》 (미국 영어). 2022년 5월 19일에 확인함.
65. ↑  “Vox reinvents history to claim 'Reconquista' of Spain | Francis Ghiles”. 《AW》 (영어). 2022년 5월 21일에 확인함.
66. ↑  Fletcher, Richard A. (1989). 《The Quest for El Cid》. Oxford, UK: Oxford University Press. 166–168, 198쪽. ISBN 978-0195069556.
67. ↑  Raymond Carr; Sebastian Balfour; Roger Collins; A.T. Fear; Felipe Fernández-Armesto; Richard Fletcher; Richard Herr; Henry Kamen; Angus Mackay (2006). 《Spain: A History》. 111~113쪽.
68. ↑    -  보관됨 2 12월 2015 - 웨이백 머신 at Prado Museum
69. ↑  Oto-Peralías, Daniel; Romero-Ávila, Diego (2016년 5월 13일). “The economic consequences of the Spanish Reconquest: the long-term effects of Medieval conquest and colonization” (PDF). 《Journal of Economic Growth》 (영어) 21 (4): 409–464. doi:10.1007/s10887-016-9132-9. hdl:10023/10769. ISSN 1381-4338. S2CID 156897045.
70. ↑  Bogerts, Lisa; Fielitz, Maik (2019). 〈'Do You Want Meme War?': Understanding the Visual Memes of the German Far Right〉 (PDF).   Fielitz, Maik; Thurston, Nick. 《Post-Digital Cultures of the Far Right: Online Actions and Offline Consequences in Europe and the US》. transcript Verlag. 145쪽. doi:10.14361/9783839446706-010. ISBN 978-3-8394-4670-6. S2CID 158818388.
71. ↑  Šima, Karel (2021). 〈From Identity Politics to the Identitarian Movement. The Europeanisation of Cultural Stereotypes?〉. 《National Stereotyping, Identity Politics, European Crises》. Brill. 75–94쪽. doi:10.1163/9789004436107_006. ISBN 978-90-04-43610-7. S2CID 236580880.